# Cauterets
Pour les articles homonymes, voir Cauterets (homonymie).
Pour la station de sports d'hiver, voir Cauterets (station).
Cauterets [kotʁɛ] est une commune française située dans le sud-ouest du département des Hautes-Pyrénées, en région Occitanie. Sur le plan historique et culturel, la commune est dans la province du Lavedan, partie sud-occidentale de la Bigorre et constituée d'un ensemble de sept vallées en amont de la ville de Lourdes.
Exposée à un climat de montagne, elle est drainée par le gave de Pau. Incluse dans le Parc national des Pyrénées, la commune possède un patrimoine naturel remarquable : quatre sites Natura 2000 (les « gaves de Pau et de Cauterets (et gorge de Cauterets) », le « moun Né de Cauterets, pic de Cabaliros », « Péguère, Barbat, Cambalès » et « Gaube, Vignemale ») et douze zones naturelles d'intérêt écologique, faunistique et floristique.
Cauterets est une commune rurale qui compte 859 habitants en 2022, après avoir connu un pic de population de 1 989 habitants en 1881. Ses habitants sont appelés les Cauterésiens ou  Cauterésiennes.
C’est à la fois une station thermale et une station de sports d'hiver.

## Géographie

### Localisation
- 1Carte dynamique
- 2Carte OpenStreetMap
- 3Carte topographique
- 4Carte avec les communes environnantes

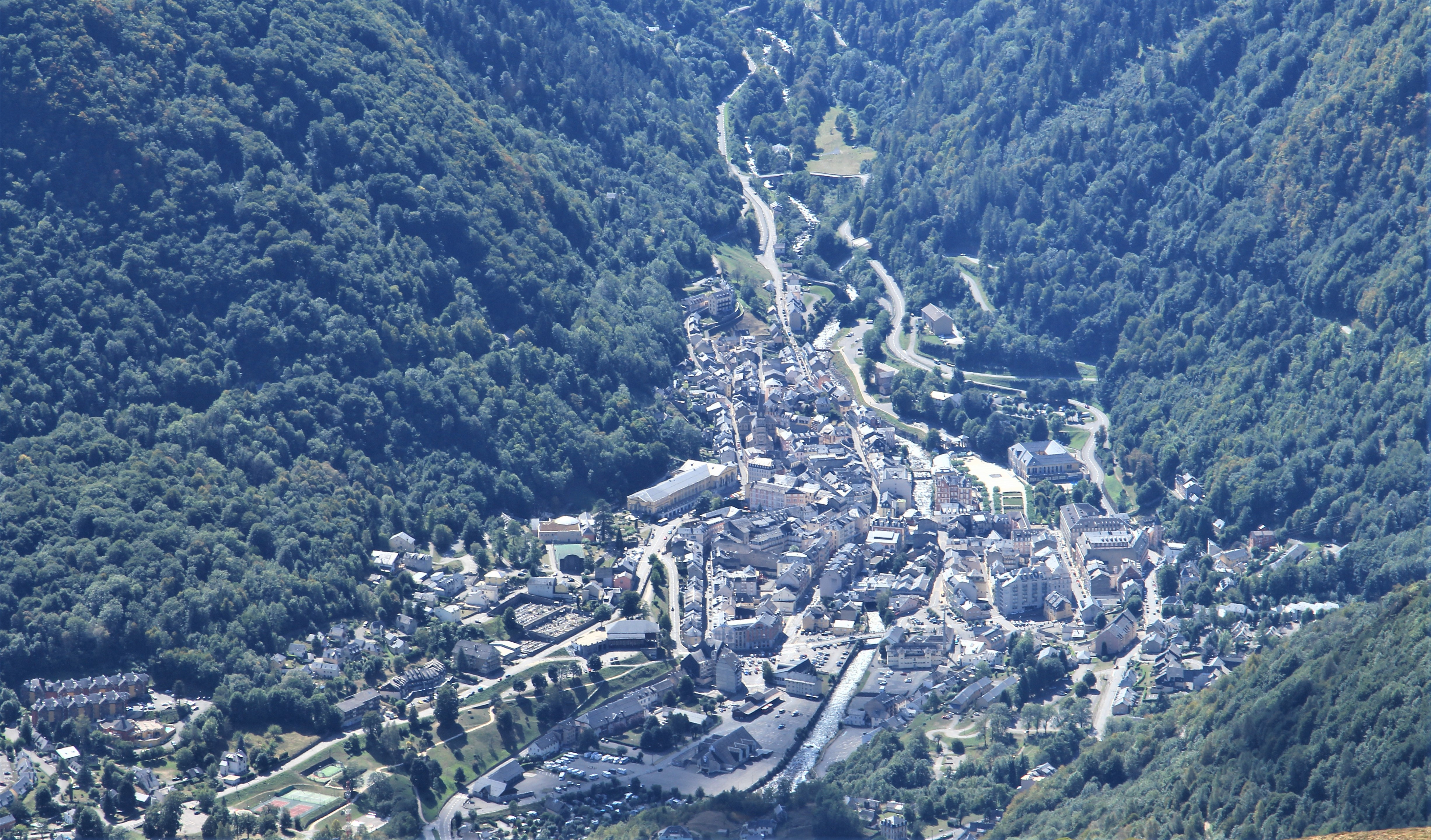
Vue générale du village depuis le pic du Cabaliros.

La commune de Cauterets se trouve dans le département des Hautes-Pyrénées, en région Occitanie et est frontalière avec l'Espagne (Aragon).
Elle se situe à 41 km à vol d'oiseau de Tarbes, préfecture du département, et à 13 km d'Argelès-Gazost, sous-préfecture.
Les communes les plus proches sont : 
Viscos (6,1 km), Grust (6,6 km), Chèze (7,1 km), Sazos (7,2 km), Estaing (7,6 km), Saligos (7,6 km), Sassis (8,0 km), Soulom (8,0 km).
Sur le plan historique et culturel, Cauterets fait partie de la province historique du Lavedan, partie sud-occidentale de la Bigorre et constitué d'un ensemble de sept vallées en amont de la ville de Lourdes. Historiquement, elle  fait partie de la province de Gascogne, et plus particulièrement du comté de Bigorre. La commune est dans le pays de rivière de Saint-Savin, de part et d’autre du gave de Cauterets.
Commune très étendue, Cauterets est limitrophe de l'Espagne (Aragon) au sud et de treize communes françaises.
Les communes limitrophes sont  Arcizans-Avant, Arras-en-Lavedan, Chèze, Estaing, Gavarnie-Gèdre, Grust, Luz-Saint-Sauveur, Panticosa, Saint-Savin, Sallent de Gállego, Sazos, Soulom, Torla-Ordesa, Uz, Villelongue et Viscos.
| Saint-Savin, Arcizans-Avant, Arras-en-Lavedan       | Uz, Soulom              | Villelongue, Chèze, Viscos        |
| Estaing                                             | Cauterets               | Grust, Sazos                      |
| Sallent de Gállego ( Espagne), Panticosa ( Espagne) | Torla-Ordesa ( Espagne) | Luz-Saint-Sauveur, Gavarnie-Gèdre |

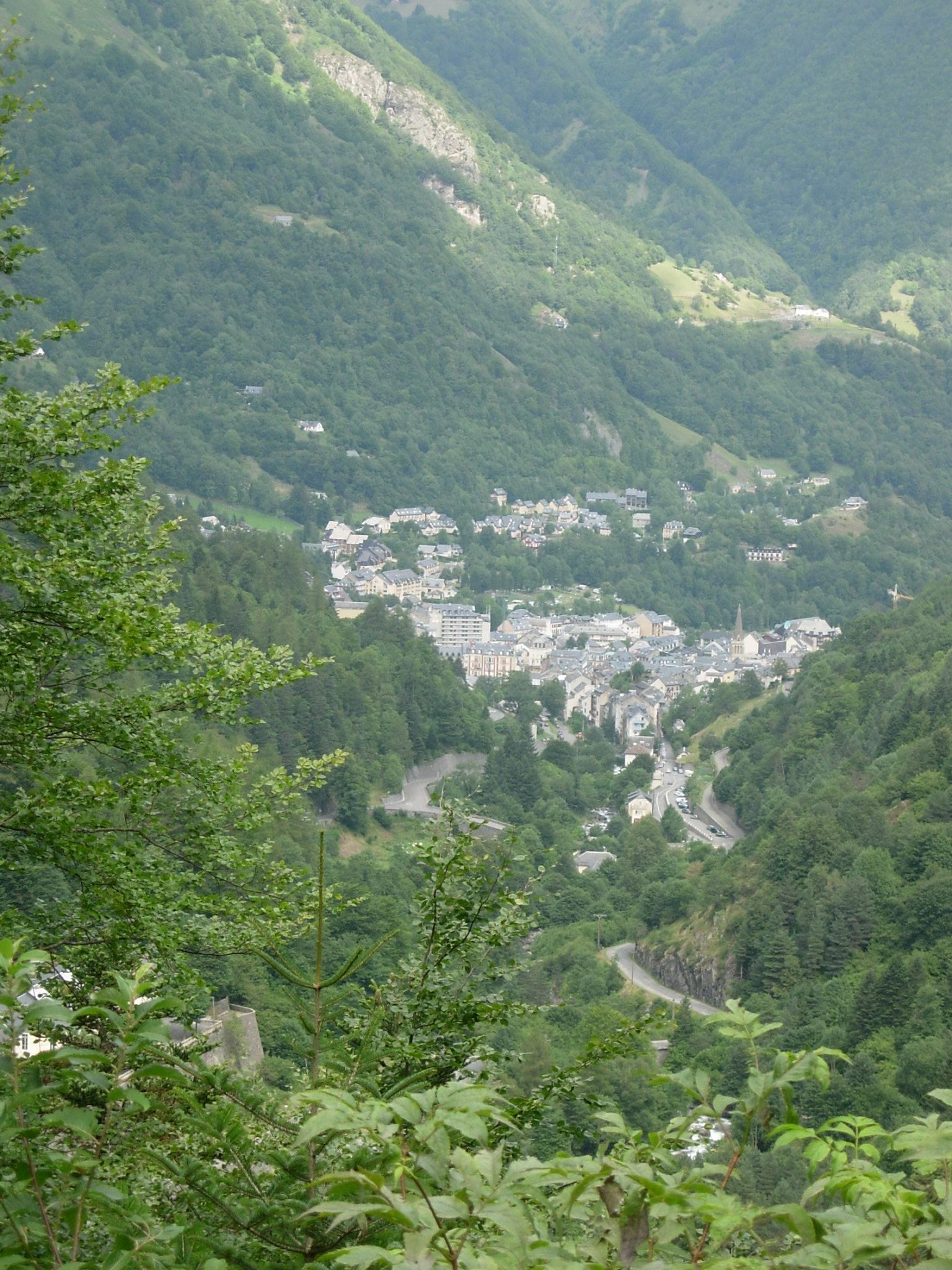
La vallée de Cauterets.

Entourée de hautes montagnes des Pyrénées, la commune de Cauterets s’étale dans l’étroite vallée du gave de Cauterets, torrent de montagne prolongeant le gave de Jéret et le gave du Marcadau ainsi que leurs affluents, le gave de Lutour et le gave de Gaube. Le village donne accès à de nombreux sentiers de randonnées qui desservent des sites naturels touristiques, comme le Péguère, le lac de Gaube, le Petit Vignemale (3 032 m), le pont d'Espagne, village à flanc de montagnes traversé par une cascade ou encore le petit massif de la Fruitière.
L’altitude minimale, 503 m, se situe au nord, là où le gave de Cauterets quitte le territoire communal et entre sur celui de Soulom. L’altitude maximale avec 3 298 m correspond au point culminant des Pyrénées françaises, le Vignemale, marquant la frontière avec l’Espagne.

### Tendances politiques et résultats

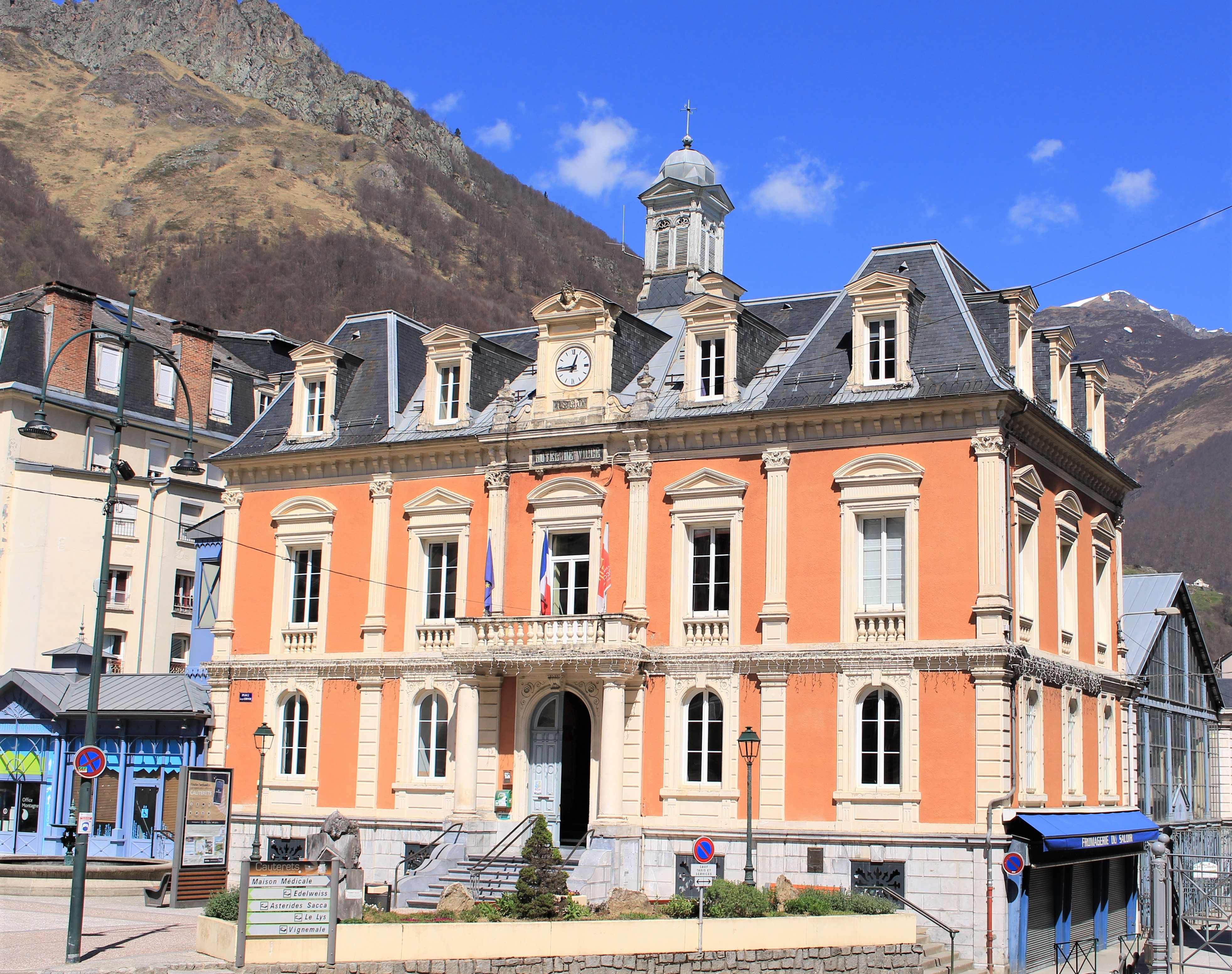
La mairie en 2021.

### Hydrographie

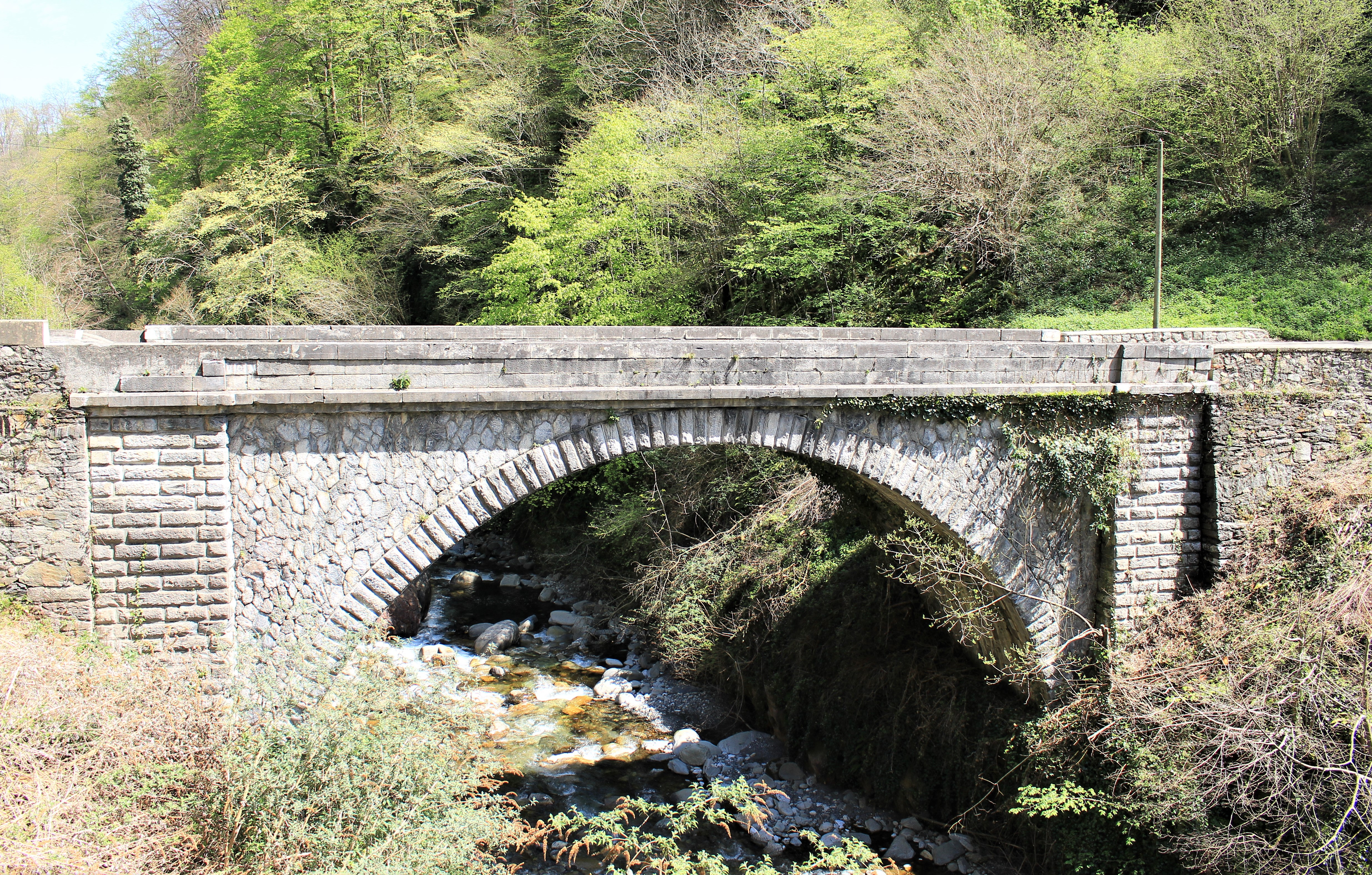
Pont sur le gave de Cauterets.

La commune est dans le bassin de l'Adour, au sein du bassin hydrographique Adour-Garonne. Elle est drainée par le gave de Pau, le gave de Cauterets, le gave de Lutour, Gave de Cambasque, Gave de Gaube, Barrancou d'Ardiden, un bras du Gave des Oulettes de Gaube, un bras du Gave du Marcadau, le gave d'Arratille, le gave de Cambalès, le riou de Lassègues, le Rioutou, le ruisseau d'Anapéou, qui constituent un réseau hydrographique de 186 km de longueur totale,.
Le gave de Pau, d'une longueur totale de 192,8 km, prend sa source dans la commune de Gavarnie-Gèdre et s'écoule vers le nord-ouest. Il traverse la commune et se jette dans l'Adour à Saint-Loubouer, après avoir traversé 88 communes.
Le gave de Cauterets, d'une longueur totale de 26,3 km, prend sa source dans la commune et s'écoule vers le nord-est. Il traverse la commune et se jette dans le gave de Pau à Soulom, après avoir traversé 5 communes.
Le gave de Lutour, d'une longueur totale de 12,5 km, prend sa source dans la commune et s'écoule vers le nord pour se jeter dans le gave de Cauterets sur le territoire communal.

### Climat
La station météorologique de Météo-France installée sur la commune et en service de 1954 à 2015 permet de connaître l'évolution des indicateurs météorologiques. Le tableau détaillé pour la période 1981-2010 est présenté ci-après.
| Mois                                  | jan.             | fév.           | mars          | avril         | mai             | juin          | jui.          | août          | sep.          | oct.          | nov.            | déc.           | année     |
| ------------------------------------- | ---------------- | -------------- | ------------- | ------------- | --------------- | ------------- | ------------- | ------------- | ------------- | ------------- | --------------- | -------------- | --------- |
| Température minimale moyenne (°C)     | −0,3             | −0,3           | 1,9           | 3,7           | 6,8             | 9,8           | 12            | 12,1          | 9,5           | 6,6           | 2,5             | 0,4            | 5,4       |
| Température moyenne (°C)              | 3,6              | 4,1            | 6,5           | 8,2           | 11,5            | 14,7          | 17            | 17            | 14,3          | 11,1          | 6,6             | 4,2            | 9,9       |
| Température maximale moyenne (°C)     | 7,6              | 8,4            | 11,1          | 12,6          | 16,3            | 19,6          | 21,9          | 21,9          | 19,1          | 15,6          | 10,7            | 8              | 14,4      |
| Record de froid (°C) date du record   | −13,5 15.01.1960 | −18 11.02.1956 | −14 01.03.05  | −7 12.04.1958 | −3,5 14.05.1995 | −1 09.06.1965 | 3 03.07.1979  | 3 29.08.1986  | −1 24.09.1979 | −4 25.10.1964 | −9,5 23.11.1988 | −15 12.12.1967 | −18 1956  |
| Record de chaleur (°C) date du record | 21,5 30.01.02    | 24 28.02.1960  | 26 12.03.1957 | 27 30.04.05   | 30,5 17.05.06   | 35 25.06.01   | 36 20.07.1989 | 36,3 18.08.12 | 32 10.09.1962 | 29,5 02.10.01 | 23 08.11.15     | 21 10.12.1978  | 36,3 2012 |
| Précipitations (mm)                   | 128              | 91,5           | 99,7          | 122,2         | 108,1           | 79,6          | 72,1          | 72,5          | 86,3          | 111,7         | 135,4           | 131,1          | 1 238,2   |

### Milieux naturels et biodiversité

#### Espaces protégés
La protection réglementaire est le mode d’intervention le plus fort pour préserver des espaces naturels remarquables et leur biodiversité associée,.
Dans ce cadre, la commune fait partie de la zone cœur et de l'aire d'adhésion du Parc National des Pyrénées. Ce  parc national, créé en 1967, abrite une faune riche et spécifique particulièrement intéressante : importantes populations d’isards, colonies de marmottes réimplantées avec succès, grands rapaces tels le Gypaète barbu, le Vautour fauve, le Percnoptère d’Égypte ou l’Aigle royal, le Grand tétras et le discret Desman des Pyrénées qui constitue l’exemple type de ce précieux patrimoine confié au Parc national et aussi l'Ours des Pyrénées,,.
Un  autre espace protégé est présent sur la commune : 
la « retenue d'eau de Puydarrieux », objet d'un arrêté de protection de biotope, d'une superficie de 268,10 ha ;

#### Réseau Natura 2000

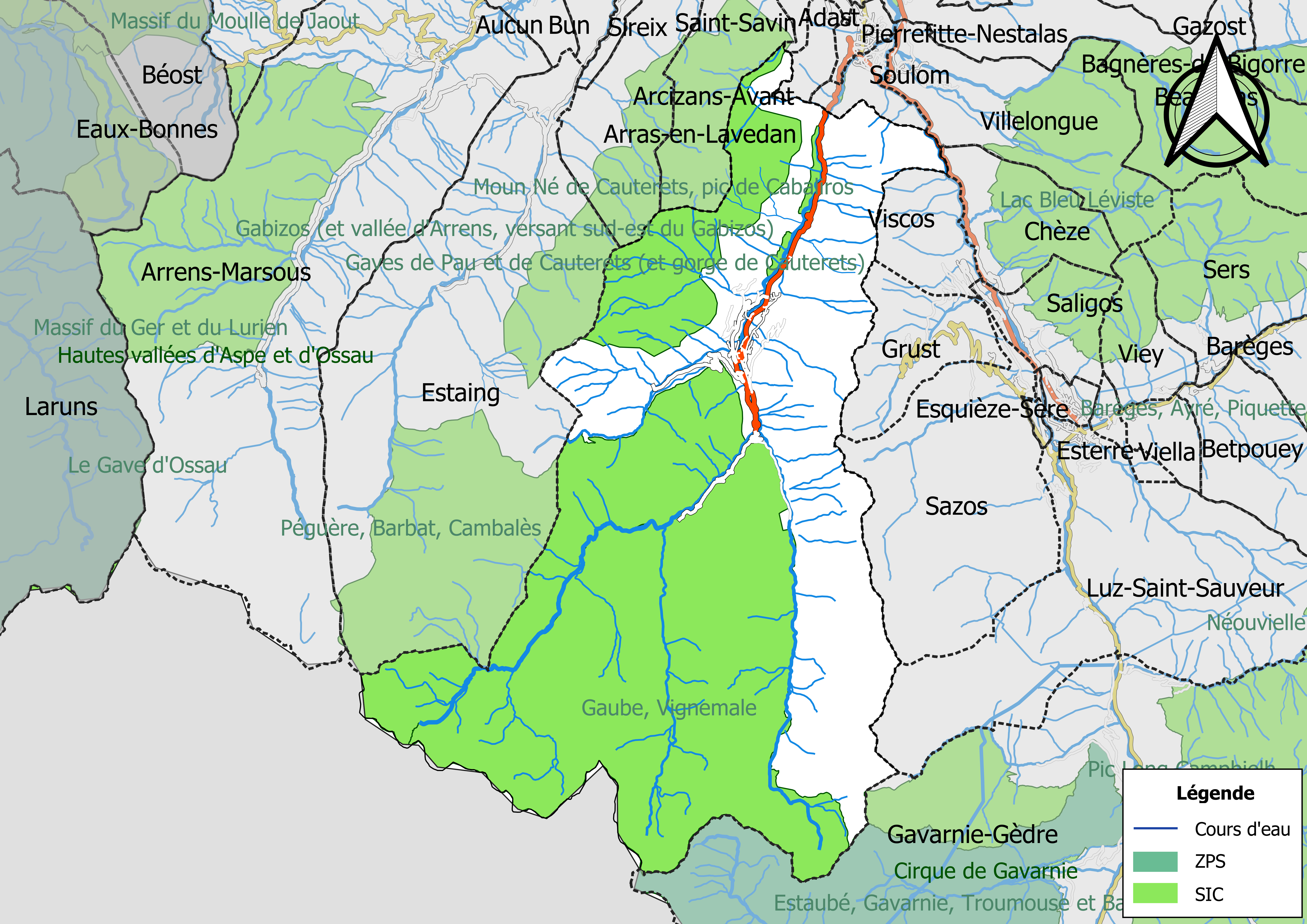
Sites Natura 2000 sur le territoire communal.

Le réseau Natura 2000 est un réseau écologique européen de sites naturels d'intérêt écologique élaboré à partir des directives habitats et oiseaux, constitué de zones spéciales de conservation (ZSC) et de zones de protection spéciale (ZPS).
Quatre sites Natura 2000 ont été définis sur la commune au titre de la directive habitats : 
- « Péguère, Barbat, Cambalès », d'une superficie de 4 651 ha, abrite des ensembles de pins à crochets et pins sylvestres remarquables avec zone entre les deux pins (Pin de Bouget)[21] ;
- le « moun Né de Cauterets, pic du Cabaliros », d'une superficie de 3 703 ha, présente une végétation caractéristique de la haute montagne pyrénéenne sur calcaire et substrats siliceux[22] ;
- les « gaves de Pau et de Cauterets (et gorge de Cauterets) », d'une superficie de 482 ha, sont un site est localisé sur deux domaines biogéographiques : 42 % pour le domaine atlantique et 58 % pour le domaine alpin. Il sconstituent des réseaux linéaires sélectionnés pour leurs capacités d'accueil du saumon Salmo salar[23] ;
- « Gaube, Vignemale », d'une superficie de 7 378 ha, constitue un paysage glaciaire remarquable. Ce site forestier présente une végétation caractéristique de la haute montagne pyrénéenne sur calcaire et sur granite, avec  des ensembles de pins à crochets et pins sylvestres remarquables avec zone entre les deux pins (Pin de Bouget)[24].

#### Zones naturelles d'intérêt écologique, faunistique et floristique
L’inventaire des zones naturelles d'intérêt écologique, faunistique et floristique (ZNIEFF) a pour objectif de réaliser une couverture des zones les plus intéressantes sur le plan écologique, essentiellement dans la perspective d’améliorer la connaissance du patrimoine naturel national et de fournir aux différents décideurs un outil d’aide à la prise en compte de l’environnement dans l’aménagement du territoire.
Neuf ZNIEFF de type 1 sont recensées sur la commune :
- le « cours moyen du Gave de Pau (Gave de Luz) et ruisseau de Bastan » (109 ha), couvrant 15 communes du département[26] ;
- les « Gaves d'Arrens, d'Estaing et de Cauterets » (121 ha), couvrant 5 communes du département[27] ;
- le « massif d'Ardiden au Gave de Gavarnie » (3 958 ha), couvrant 6 communes du département[28] ;
- le « massif du Vignemale et vallées du Marcadau, de Gaube et de Lutour » (13 415 ha), couvrant 8 communes du département[29] ;
- les « massifs du Cabaliros et du Moun Né » (7 764 ha), couvrant 11 communes du département[30] ;
- le « vallon de Cestrède » (2 292 ha), couvrant 4 communes du département[31] ;
- les « vallons d’Ossoue et d’Aspé » (6 992 ha), couvrant 3 communes du département[32] ;
- le « versant est du Viscos » (1 484 ha), couvrant 6 communes du département[33] ;
- le « versant ouest du Viscos » (917 ha), couvrant 4 communes du département[34] ;

et trois ZNIEFF de type 2, : 
- la « Haute vallée du Gave de Pau : vallées de Gèdre et Gavarnie » (24 593 ha), couvrant 8 communes du département[35] ;
- le « val d'Azun et haute vallée du Gave de Cauterets » (35 378 ha), couvrant 22 communes dont une dans les Pyrénées-Atlantiques et 21 dans les Hautes-Pyrénées[36] ;
- les « vallées de Barèges et de Luz » (22 843 ha), couvrant 24 communes du département[37].

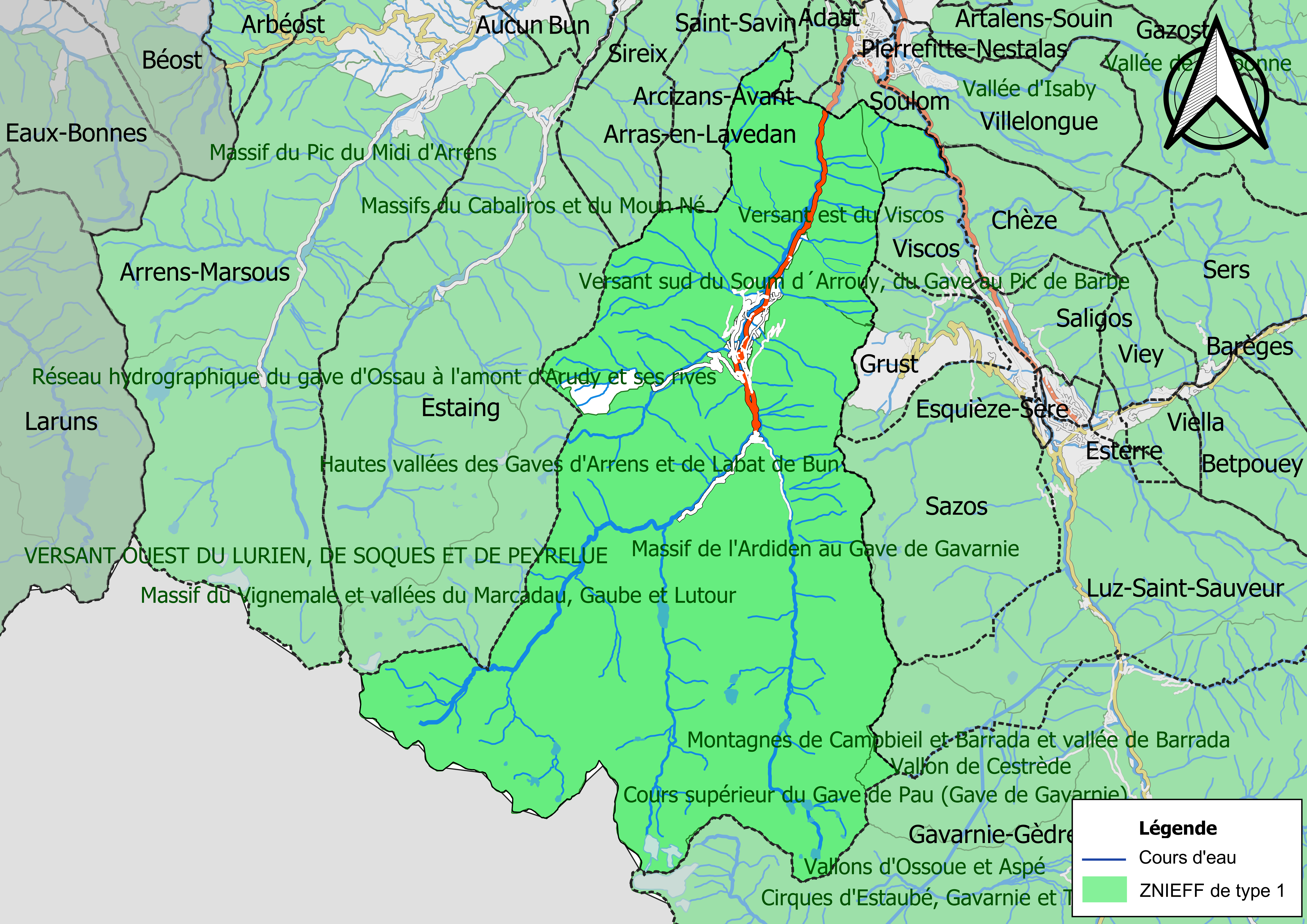
Carte des ZNIEFF de type 1 sur la commune.
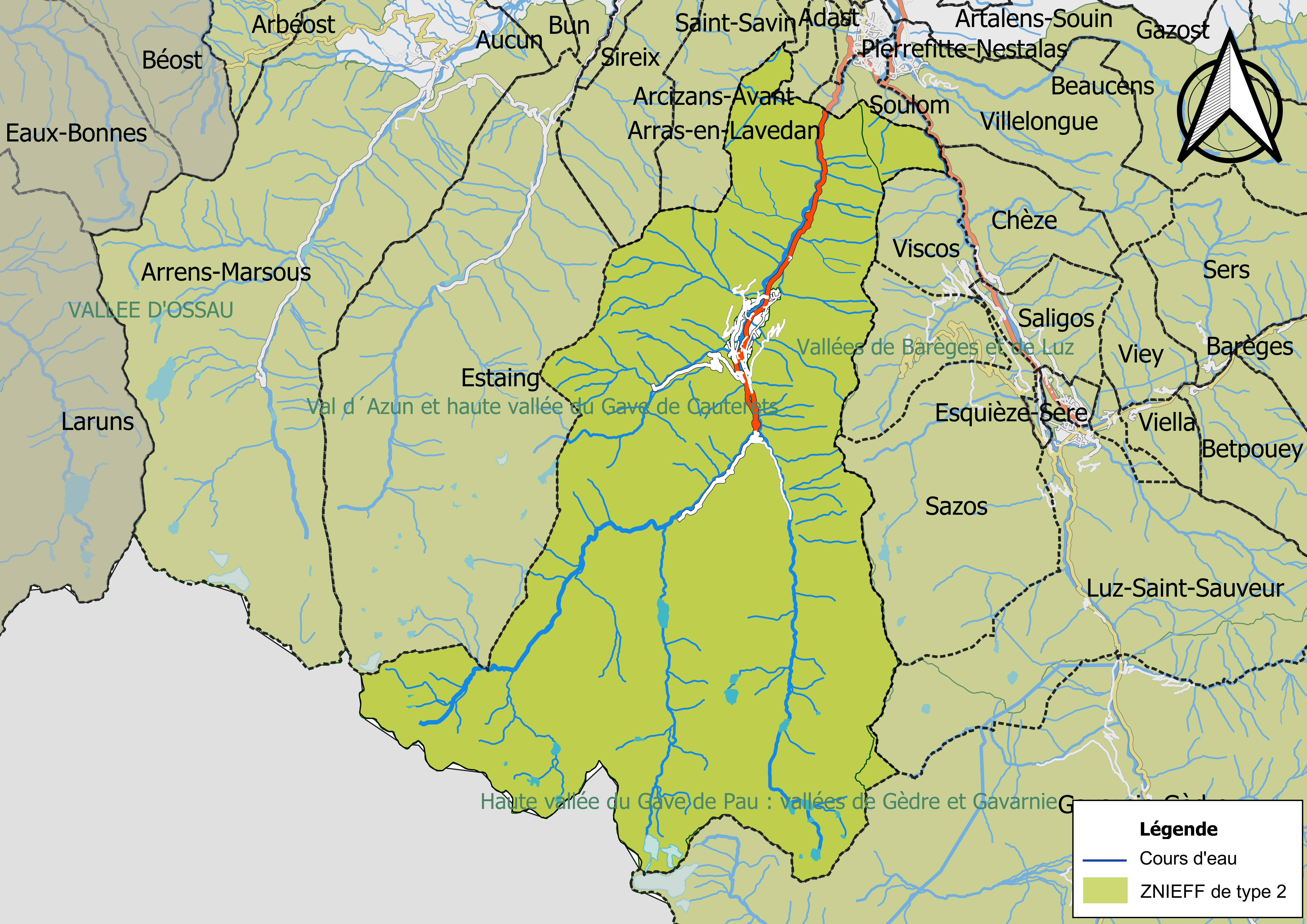
Carte des ZNIEFF de type 2 sur la commune.

## Urbanisme

### Typologie
Au 1er janvier 2024, Cauterets est catégorisée commune rurale à habitat dispersé, selon la nouvelle grille communale de densité à sept niveaux définie par l'Insee en 2022.
Elle est située hors unité urbaine et hors attraction des villes,.

### Occupation des sols
L'occupation des sols de la commune, telle qu'elle ressort de la base de données européenne d’occupation biophysique des sols Corine Land Cover (CLC), est marquée par l'importance des forêts et milieux semi-naturels (98,3 % en 2018), une proportion sensiblement équivalente à celle de 1990 (98,2 %). La répartition détaillée en 2018 est la suivante : 
espaces ouverts, sans ou avec peu de végétation (52,8 %), forêts (28,5 %), milieux à végétation arbustive et/ou herbacée (16,9 %), zones urbanisées (0,9 %), prairies (0,6 %), eaux continentales (0,2 %), espaces verts artificialisés, non agricoles (0,1 %).
L'IGN met par ailleurs à disposition un outil en ligne permettant de comparer l’évolution dans le temps de l’occupation des sols de la commune (ou de territoires à des échelles différentes). Plusieurs époques sont accessibles sous forme de cartes ou photos aériennes : la carte de Cassini (XVIIIe siècle), la carte d'état-major (1820-1866) et la période actuelle (1950 à aujourd'hui).

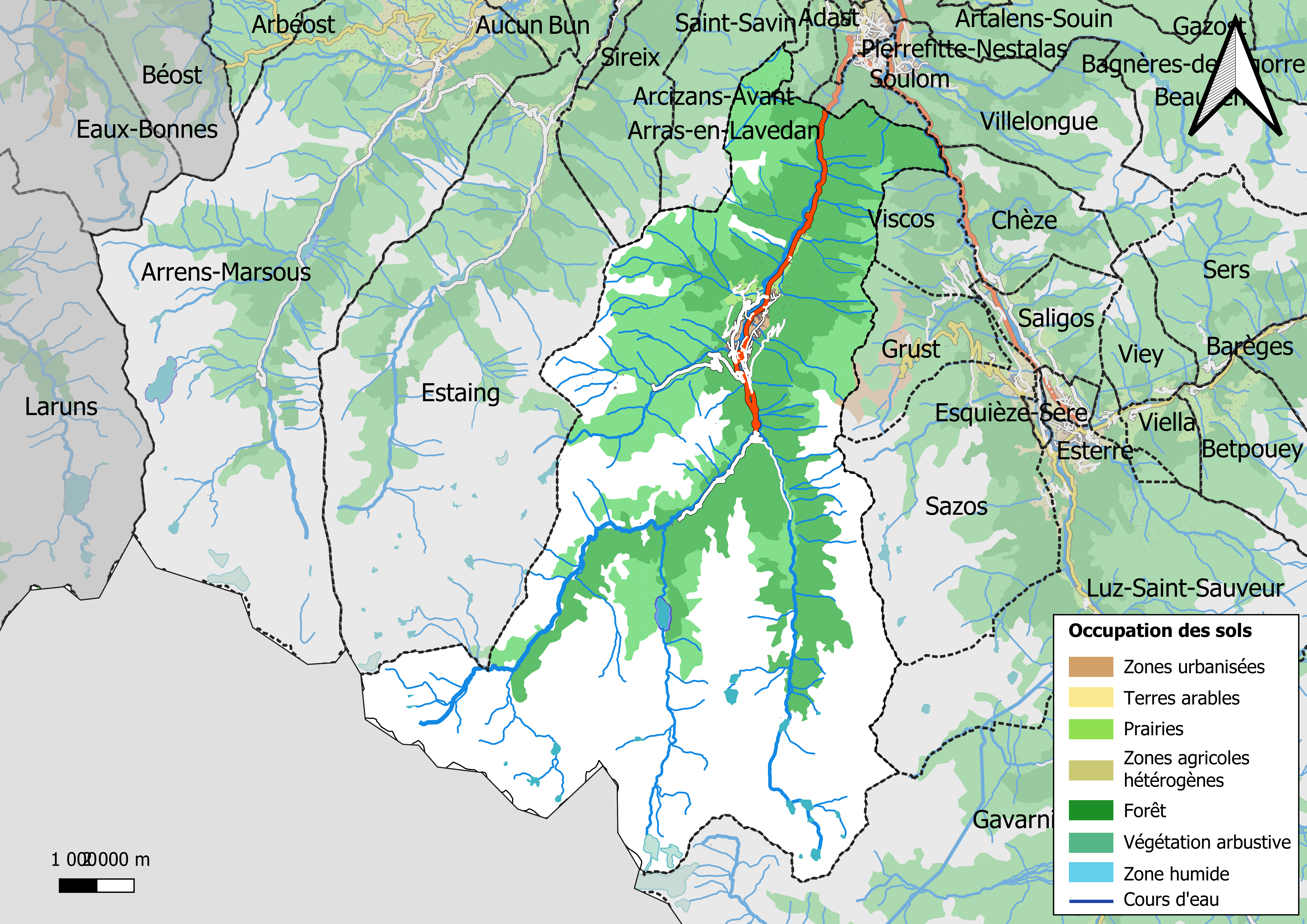
Carte des infrastructures et de l'occupation des sols en 2018 (CLC) de la commune.
Carte orthophotogrammétrique de la commune.

### Voies de communication et transports
Cette commune est desservie par la D920, ancienne N 21c et auparavant par la ligne de tramway de Pierrefitte à Cauterets.

Sélection de vues des anciennes gares de tramway.
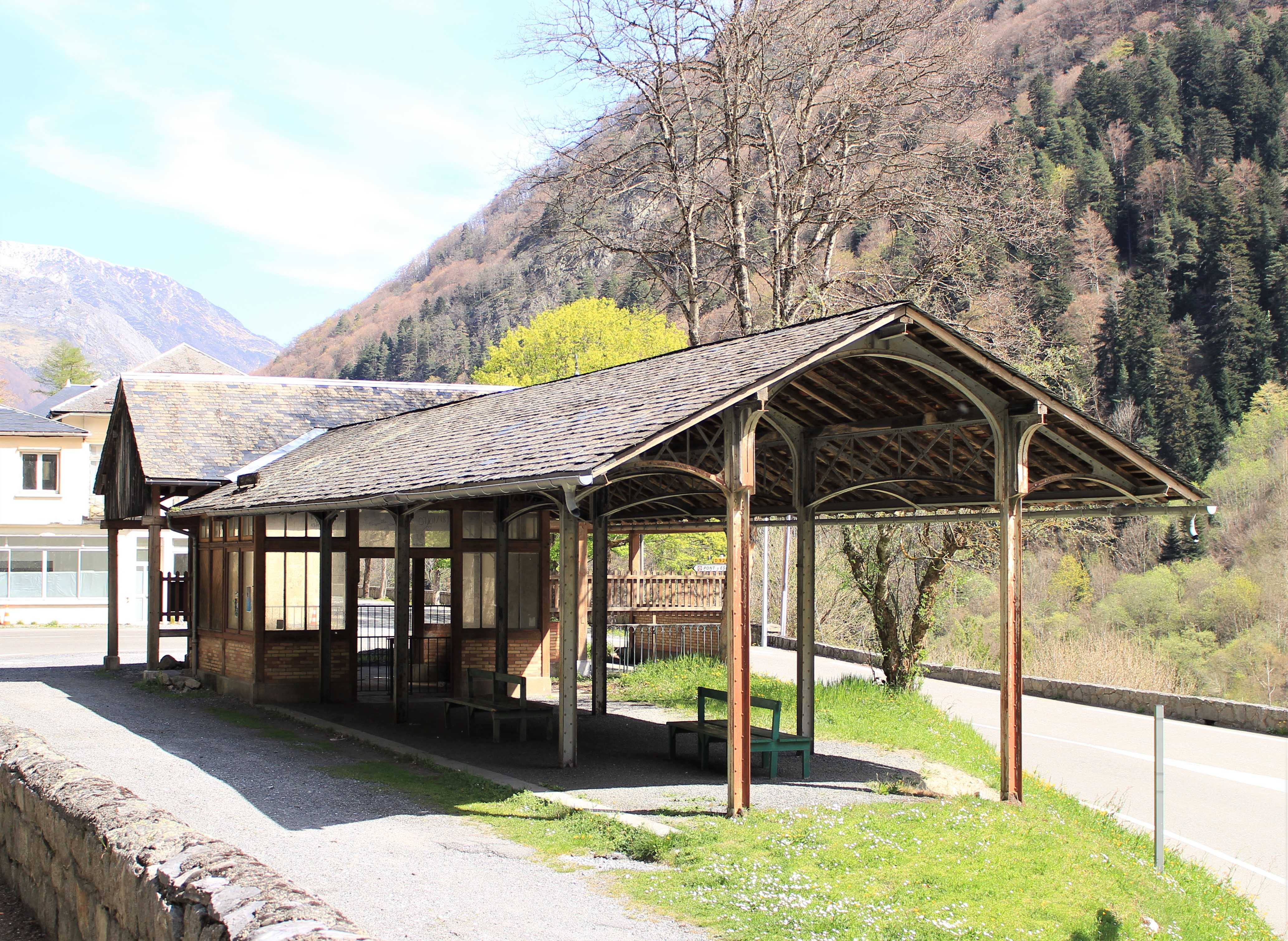
A La Raillère.
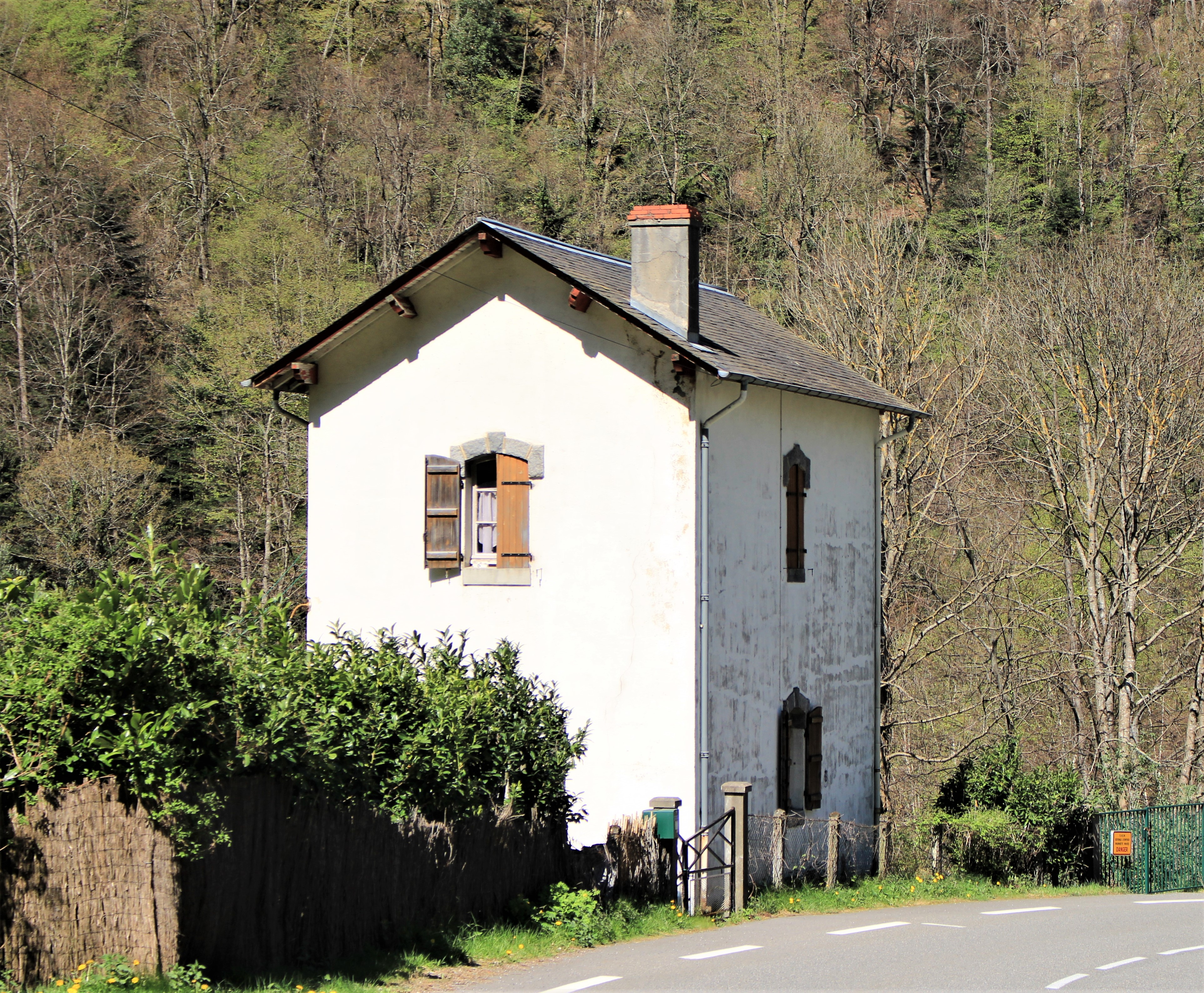
A Calypso.

## Toponymie

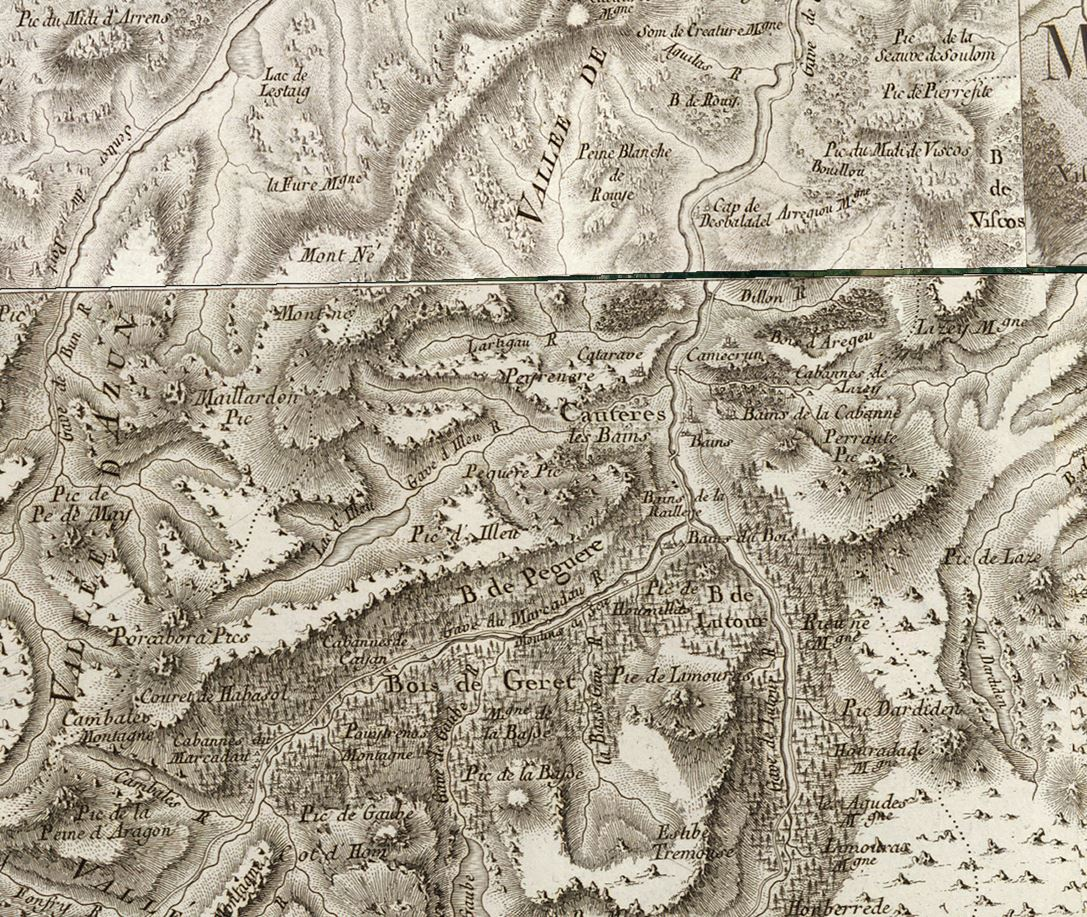
Extrait de la carte de Cassini (entre 1756 et 1789) situant Cauterets.

On trouvera les principales informations dans le Dictionnaire toponymique des communes des Hautes Pyrénées de Michel Grosclaude et Jean-François Le Nail qui rapporte les dénominations historiques du village :
Dénominations historiques :
- Caldarez, (v. 1060, cartulaire de Saint-Savin ; 1077-1078, ibid. ; v. 1094, ibid.) ;
- vallem Caldarensem, latin (1083-1094, ibid. ; 1317, Meillon, cartulaire Saint-Savin) ;
- in valle Caldarea, latin (1094-1118, ibid.) ;
- de Cautereis, latin (1168, bulle d’Alexandre III) ;
- Cautares, (1285, Montre Bigorre) ;
- De Cauteresio, latin (1342, pouillé de Tarbes) ;
- De Cautaresio, latin (1379, procuration Tarbes) ;
- Cauteres, (1429, censier de Bigorre) ;
- Cauterez, (1614, Guillaume Mauran) ;
- Cauterés, (1790, Département 1) ;
- Cauterez, (1790, Département 2) ;

On notera également la dénomination Caulderets dans l'oeuvre Heptameron de Marguerite de Navarre, écrit au milieu du XVe siècle.
Étymologie : la signification ne pose pas de problème : du latin (villa / vallis) caldarensis = (villa ou vallée) où il y a des bains chauds, en gascon « los cautarers ».
Nom occitan : Cautarés.

### Microtoponymie
- L'Arraillère, ou La Raillère par mécoupure, du gascon Arralhère / Arralhèra 'éboulis'[41] (le radical est arr- 'pierre') ;
- Bourdalats, du gascon bourdalà / bordalar ou bourdalat / bordalat 'hameau', 'lieu de bordes' ;
- Catarrabes, du gascon catarrabe 'lieu abrupt'[41],[42] ;
- Le Lis ou Lys, un hydronyme fréquent dans le Sud-Ouest ;
- Costabère, du gascon costa : 'pente' bèra : 'grande' , 'la grande pente' ;
- La Fruitière et son refuge (entrée de la vallée de Lutour).

## Histoire
(octobre 2014).

### Préhistoire et Antiquité
De nombreux vestiges préhistoriques et protohistoriques ont été trouvés dans les vallées au-dessus de Cauterets : onze cromlechs, quatre tumulus-cromlechs, six tumulus simples et cinq dolmens. Les cromlechs sont plutôt situés dans la vallée du Marcadau et quelques plats et pâturages.
On a peu de traces de la période qui précède la conquête romaine. De l’époque gallo-romaine, on a retrouvé des vestiges d’utilisation thermale des eaux de Cauterets tels qu’une piscine. Sur le balcon de Saint-Savin, un castrum fut édifié ainsi que la villa Palatium Aemilianum. La villa Bencer était située sur l’emplacement actuel du bourg de Cauterets.

### Moyen Âge
Au VIIIe ou au IXe siècle, un moine du nom de Sabinus serait venu vivre en ermite dans la vallée. Futur saint Savin, ses miracles et sa canonisation font affluer des pèlerins. Une abbaye est construite autour de son ermitage. Elle possède l’hôpital de Cauterès, nommé ainsi dans une bulle papale du XIIe siècle ainsi que des territoires donnés par divers seigneurs comme Charlemagne et le comte de Bigorre. L’abbaye fut pillée et détruite par les Normands.
De 1059 à 1078, Bernard III, abbé de Saint-Savin, fait aménager une piscine dénommée « bain d’en-haut ». Des cabanes d’habitations se groupent autour de ce bassin. C’est le début du village de Cauterets (Caouteres).
Au XIIe siècle, un conflit opposa les habitants du Lavedan et ceux de la vallée d'Aspe pour un vol de bestiaux ; la conséquence fut la mort de plusieurs Aspois. L’évêque de Comminges, Bertrand, excommunia les Bigourdans, qui se repentirent ensuite, et furent condamnés à payer à perpétuité et annuellement une amende le jour de la Saint-Michel dans l’église de Saint-Savin. Elle fut régulièrement payée jusqu’en 1789 : elle s’appelait le tribut des Médailles.
Il existait alors trois bains autour des différentes sources d’eau chaude et on comptait vingt feux dans le village. Gaston Fébus vint soigner sa surdité à Cauterets en 1380.

### Temps modernes
Le retour à des valeurs « antiques » au cours de la Renaissance favorise le retour aux bains et aux thermes. Les multiples visites de Marguerite de Navarre au cours de ce siècle vont donner à Cauterets sa véritable renommée.
Au XVIe siècle, l’abbaye de Saint-Savin perd de son prestige et se délabre par manque d’entretien. Pendant les guerres de religion, le thermalisme s’arrête à la suite des destructions et des guerres contre l’Espagne.
La construction de routes carrossables au XVIIIe siècle jusqu’à la Raillère aide au développement de la vallée ; la Raillère devient la source à la mode grâce à des éditions de livres sur les sources de Cauterets. À la fin du XVIIIe siècle, l’établissement thermal Bruzaud est construit.

### Période contemporaine

#### LeXIXesiècleou l’âge d’or du thermalisme
Les Thermes de César, le Grand hôtel d’Angleterre, le Grand hôtel Continental…, aux façades monumentales, sont autant de témoins d’un XIXe siècle, âge d’or du thermalisme. Parmi ses visiteurs fameux, George Sand s’y rend en 1825, Chateaubriand en 1829 et Victor Hugo en 1843. L’écrivain et poète allemand Heinrich Heine séjourne en cure à Cauterets durant l’été 1841; ce séjour pyrénéen lui inspire son épopée humoristique en vers „Atta Troll“. Mais les mondains ne sont pas les seuls à fréquenter Cauterets : Bernadette Soubirous, atteinte d’asthme, y est allée à plusieurs reprises en 1858 et 1859.
La vogue du thermalisme au XIXe siècle fait venir de nombreuses personnalités dont des membres de la famille Bonaparte. Hortense de Beauharnais, reine de Hollande, fille de l’impératrice Joséphine et épouse de Louis Bonaparte, roi de Hollande, séjourne à Cauterets du 18 juin au 10 août 1807. Le 25 juillet 1807, la Reine accompagnée des guides Clément, Lacrampe et Martin, fait la traversée Cauterets - Gavarnie par la Hourquette d'Ossoue. En 1822, Vincent Chausenque, réalisa la première ascension de la pointe qui désormais porte son nom, à 3 205 mètres d’altitude. Le comte Henry Russell et d’autres célèbres alpinistes viennent réaliser de nombreuses ascensions dans la vallée. Du 8 au 22 mai 1858, Bernadette Soubirous, visionnaire de Lourdes, y est envoyée se reposer. Le 8 septembre 1859, Napoléon III et l’impératrice Eugénie visitent Cauterets.

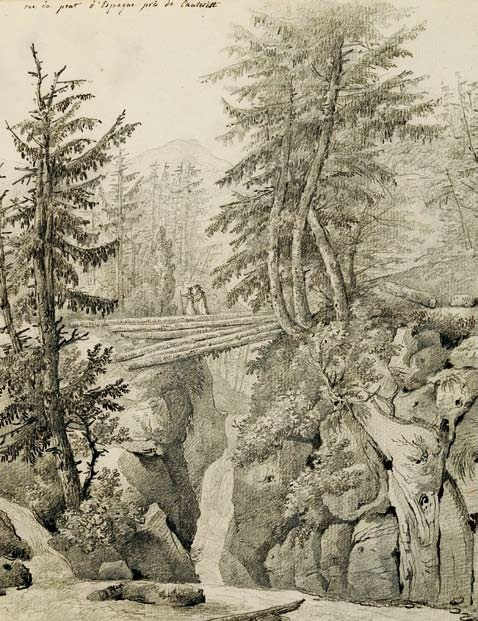
Hortense de Beauharnais, Vue du pont d'Espagne près de Cauterets, 1807, musée Paul-Dupuy, Toulouse.

La Raillère est construite en pierre entre 1818 et 1828.

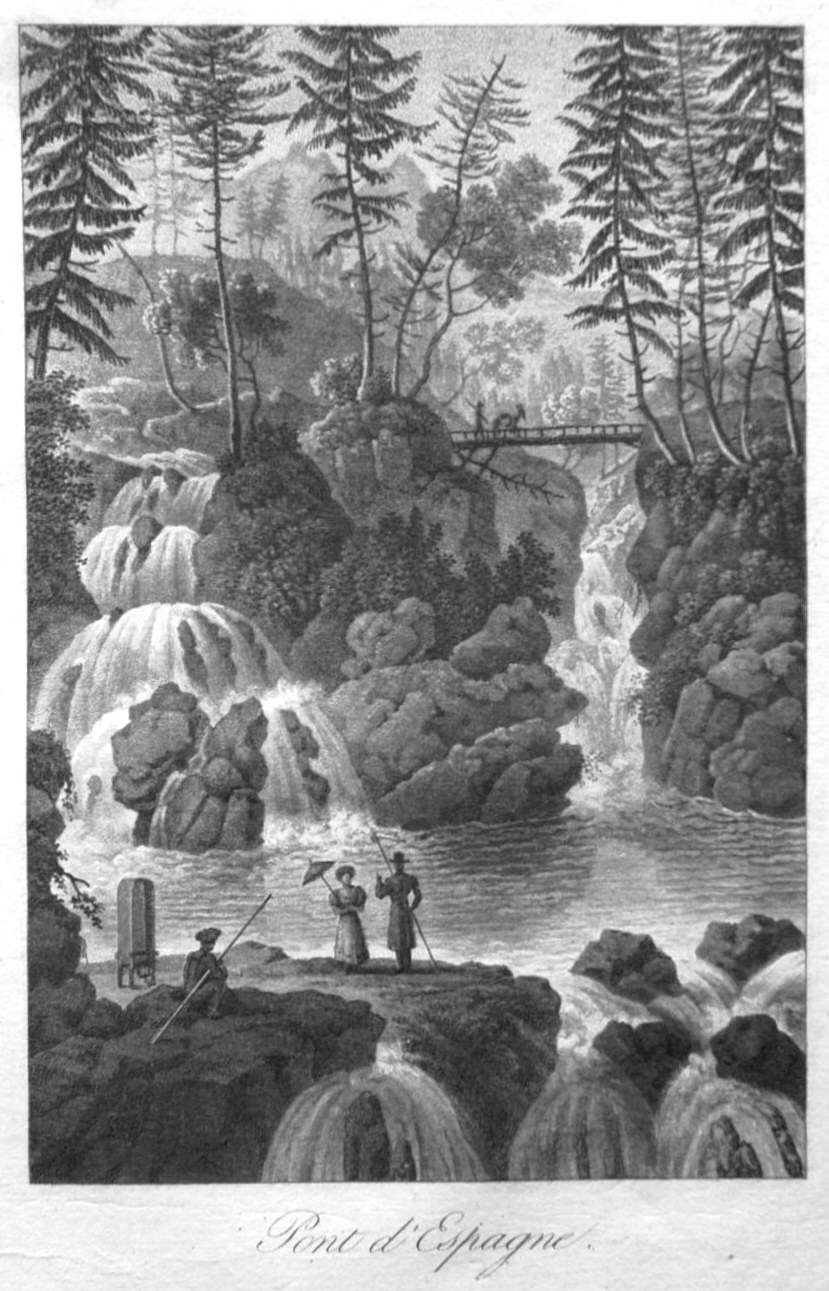
Gravure d’A. M. Perrot, 1834.

Les infrastructures de transport se développent fortement, notamment la ligne ferroviaire entre Lourdes et Pierrefitte qui ouvre en 1871, puis une ligne électrique Pierrefitte-Cauterets en 1899, et un tramway Cauterets - la Raillère mis en service le 2 août 1897.

Sélection de vues des thermes
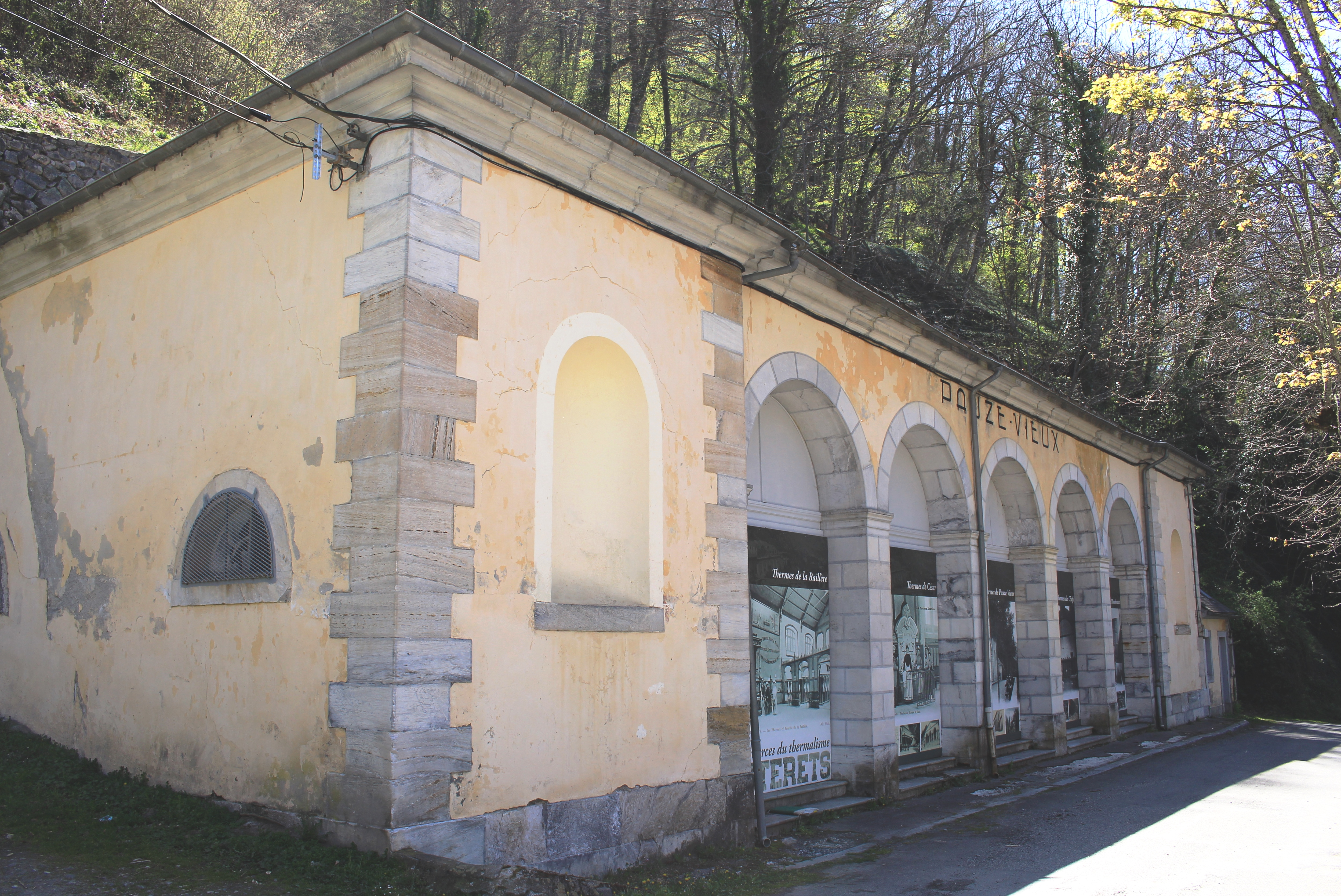
Thermes de Pauze.
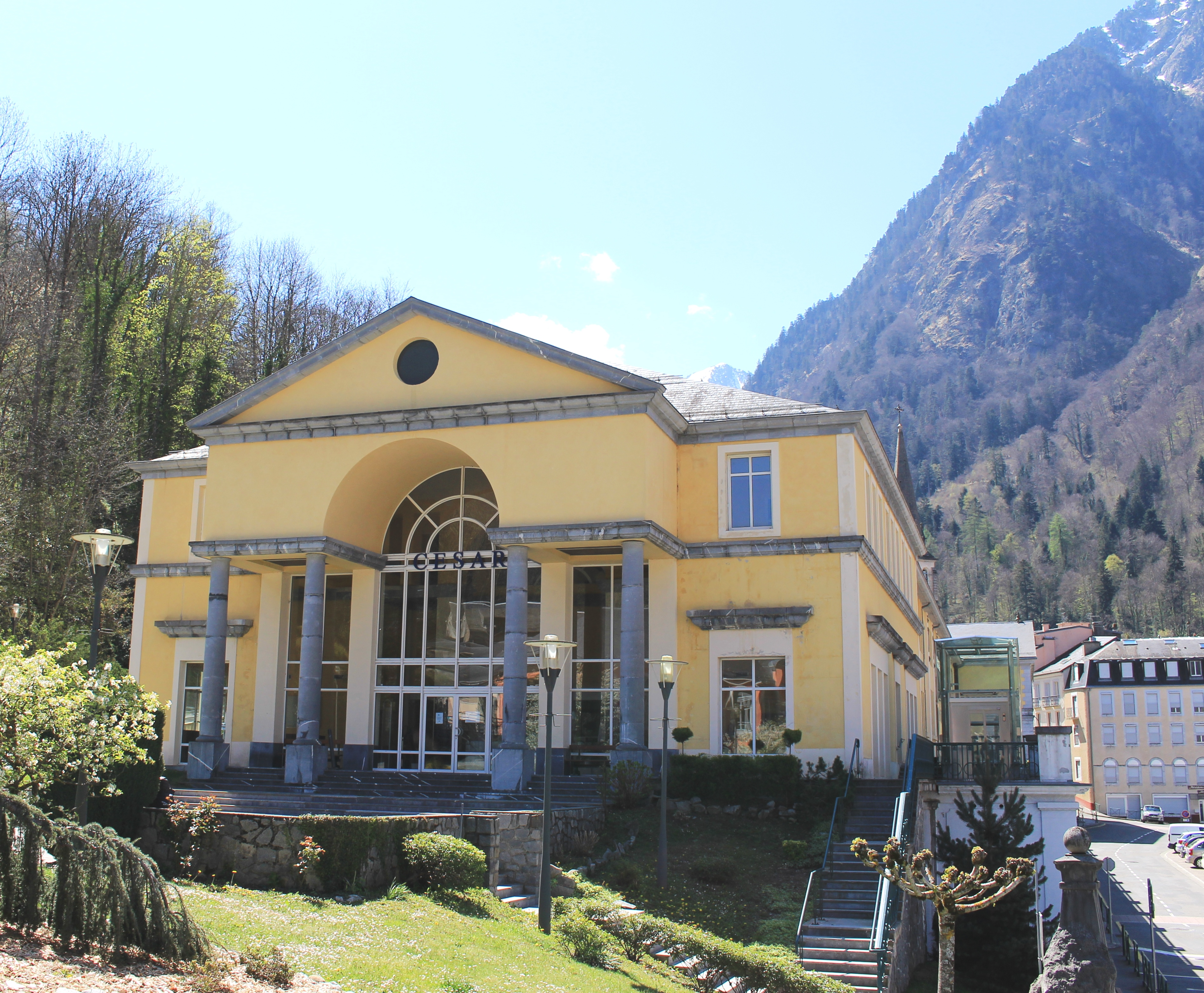
Thermes de César.
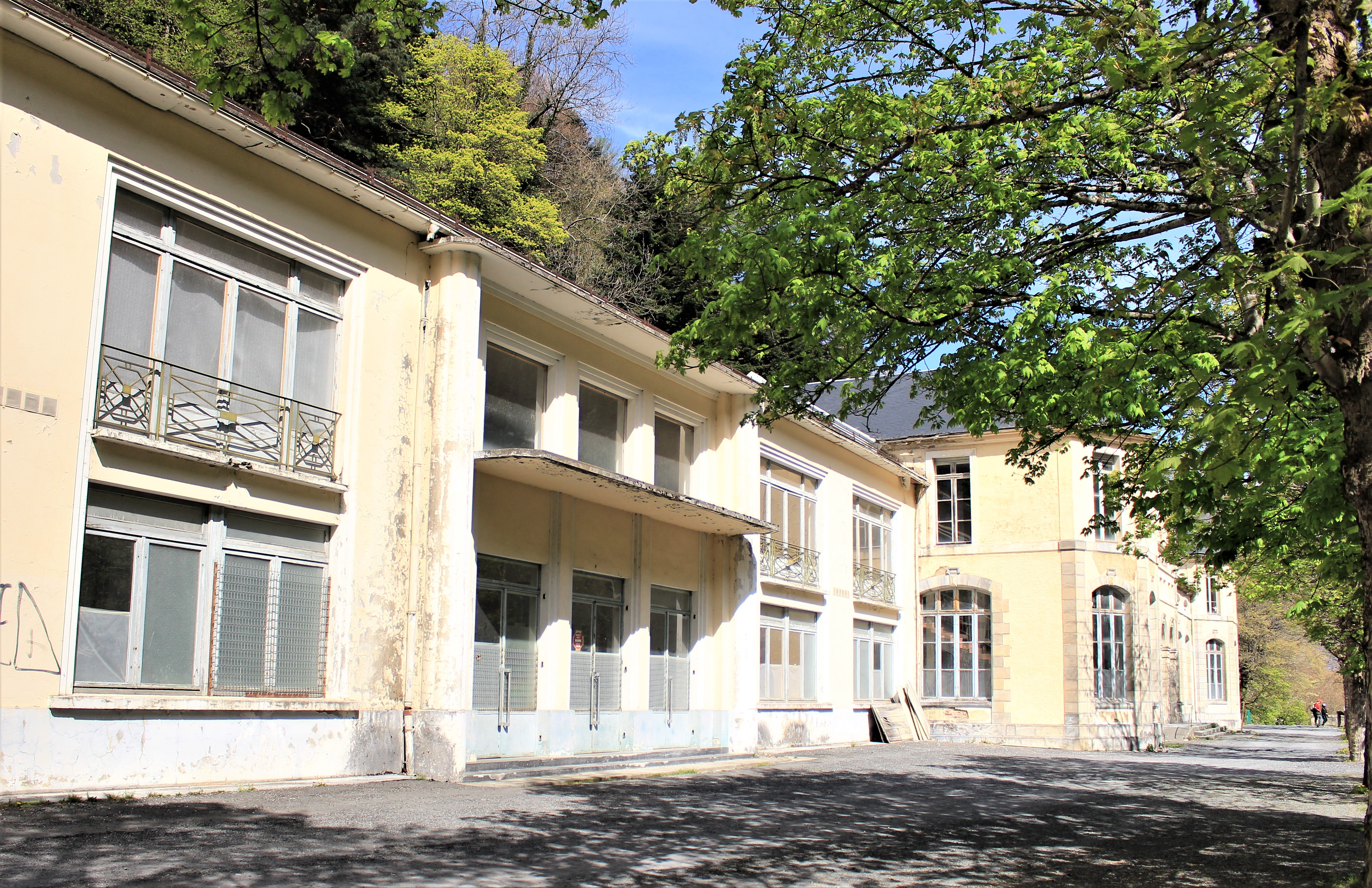
Thermes des Griffons.
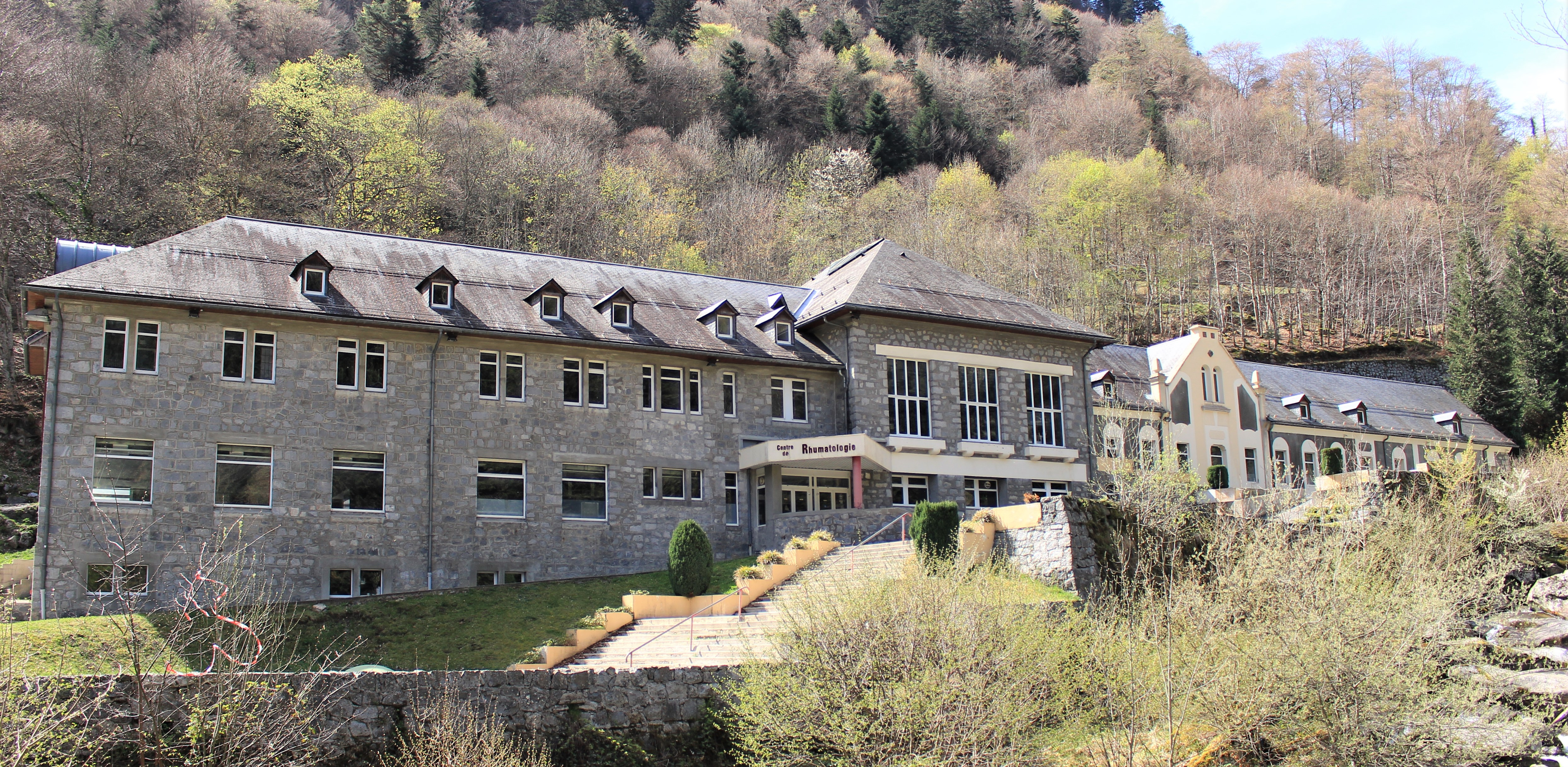
Thermes de la Raillère.
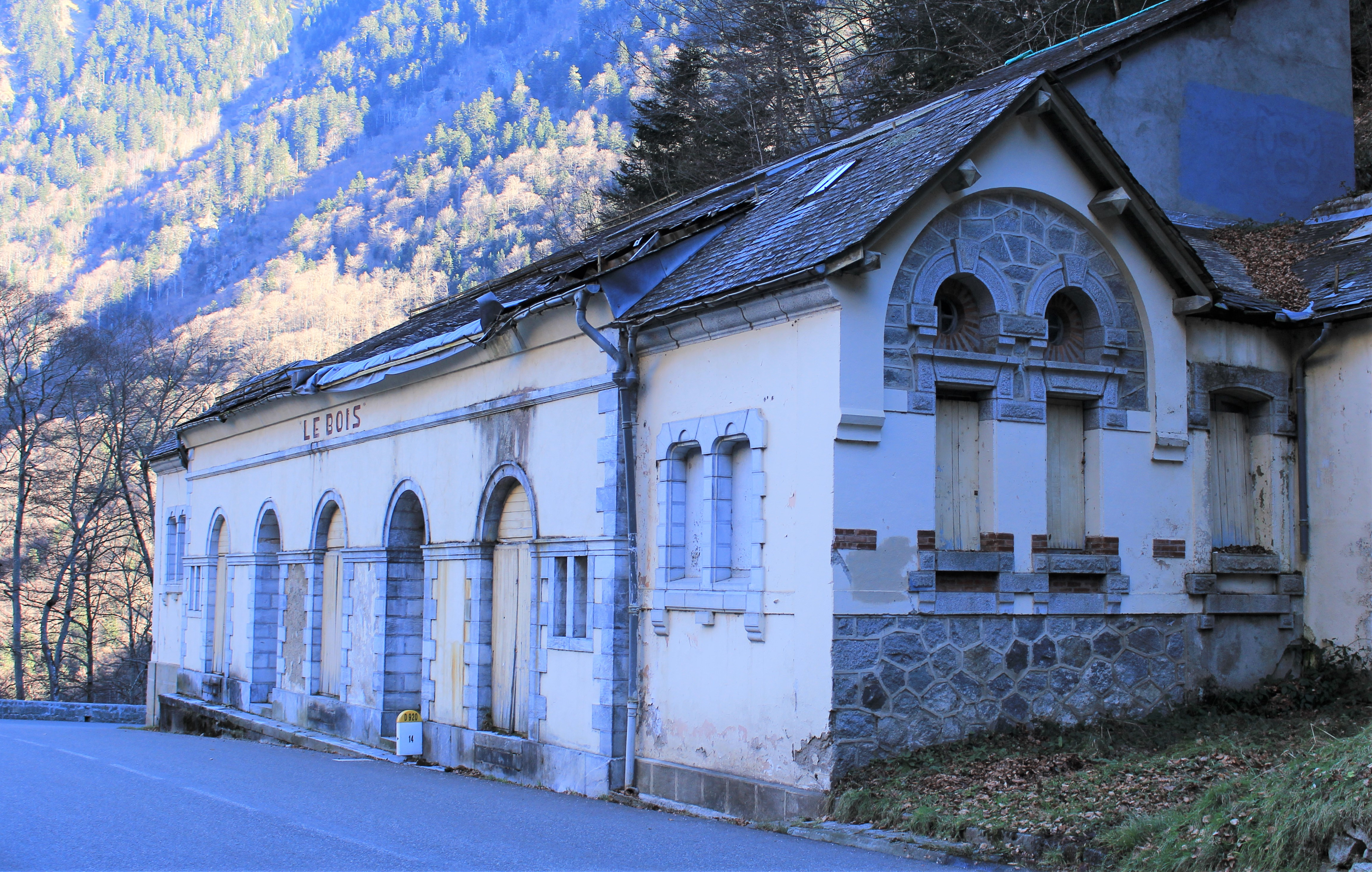
Thermes du Bois.

Le 20 septembre 1832, un drame survient au lac de Gaube : partis en barque sur les eaux, les époux Pattison, un couple de jeunes mariés britanniques, meurent noyés. Ce fait divers banal, rapporté et mis en lumière par de nombreux écrivains de passage à Cauterets dans les années qui suivent, fait naître une légende, tandis qu'un monument à leur mémoire est érigé.

#### LeXXesiècle: vers une société de loisirs
Au début du XXe siècle, Louis Falisse est l’un des pionniers du ski dans les Pyrénées. Avec Henri Sallenave et Louis Robach, il réalise les premières ascensions du Vignemale et de l’Aneto en ski. Le pic Falisse (2 765 m), proche de la Grande Fache lui rend hommage. Le club de ski de Cauterets est créé en 1907. En 1910, le championnat de France de ski est organisé aux Eaux-Bonnes et à Cauterets. En 1918, l’un des premiers gardiens du refuge Wallon était Pantet ; le pic R.-Pantet (2 867 m) porte son nom.
En 1937, l’idée d’un téléphérique pour développer le ski est lancée mais remise à plus tard à cause de la Seconde Guerre mondiale.
Dans les années 1950, lors de la construction de nombreux barrages hydroélectriques, Cauterets refusa l’implantation de plusieurs retenues au pont d’Espagne.
Le 18 juin 2013, une inondation catastrophique a détruit plusieurs constructions du village. La route départementale 920, route d’accès à Cauterets depuis Pierrefitte-Nestalas, a été emportée par le gave. Les services du Conseil général des Hautes-Pyrénées ont fait réaliser en un temps record une nouvelle section de route de plusieurs centaines de mètres tracée à flanc de montagne, au moyen d’une succession de lacets spectaculaires qui permettent de contourner la zone effondrée.

## Politique et administration

### Intercommunalité
Cauterets fait partie de la communauté de communes de la Vallée de Saint-Savin, créée en décembre 1997, qui réunit sept communes.

### Liste des maires
| Période                                  | Période   | Identité             | Étiquette | Qualité |
| ---------------------------------------- | --------- | -------------------- | --------- | ------- |
| Les données manquantes sont à compléter. |           |                      |           |         |
|                                          |           |                      |           |         |
| avant 1981                               |           | Justin Longue        |           |         |
|                                          |           |                      |           |         |
| mars 2006 (réélu en mars 2014)           | mars 2020 | Michel Aubry         |           |         |
| mars 2020                                | en cours  | Jean-Pierre Florence |           |         |

## Population et société

### Démographie
L'évolution du nombre d'habitants est connue à travers les recensements de la population effectués dans la commune depuis 1793. Pour les communes de moins de 10 000 habitants, une enquête de recensement portant sur toute la population est réalisée tous les cinq ans, les populations de référence des années intermédiaires étant quant à elles estimées par interpolation ou extrapolation. Pour la commune, le premier recensement exhaustif entrant dans le cadre du nouveau dispositif a été réalisé en 2004.

En 2022, la commune comptait 859 habitants, en évolution de −7,03 % par rapport à 2016 (Hautes-Pyrénées : +1,59 %, France hors Mayotte : +2,11 %).
| 1793 | 1800 | 1806 | 1821 | 1831  | 1836 | 1841  | 1846  | 1851  |
| ---- | ---- | ---- | ---- | ----- | ---- | ----- | ----- | ----- |
| 659  | 600  | 672  | 720  | 1 001 | 956  | 1 054 | 1 269 | 1 301 |

| 1856  | 1861  | 1866  | 1872  | 1876  | 1881  | 1886  | 1891  | 1896  |
| ----- | ----- | ----- | ----- | ----- | ----- | ----- | ----- | ----- |
| 1 376 | 1 457 | 1 611 | 1 555 | 1 786 | 1 989 | 1 941 | 1 685 | 1 594 |

| 1901  | 1906  | 1911  | 1921  | 1926  | 1931  | 1936  | 1946  | 1954  |
| ----- | ----- | ----- | ----- | ----- | ----- | ----- | ----- | ----- |
| 1 547 | 1 416 | 1 424 | 1 374 | 1 300 | 1 577 | 1 253 | 1 012 | 1 242 |

| 1962  | 1968  | 1975  | 1982  | 1990  | 1999  | 2004  | 2006  | 2009  |
| ----- | ----- | ----- | ----- | ----- | ----- | ----- | ----- | ----- |
| 1 034 | 1 130 | 1 065 | 1 105 | 1 201 | 1 305 | 1 107 | 1 109 | 1 118 |

| 2014 | 2019 | 2022 | - | - | - | - | - | - |
| ---- | ---- | ---- | - | - | - | - | - | - |
| 941  | 878  | 859  | - | - | - | - | - | - |

### Enseignement
La commune de Cauterets dispose de deux écoles, l'école élémentaire publique Alphonse Meillon et l'école maternelle publique de Cauterêts. Ces écoles sont rattachées à l'académie de Toulouse ; leur zone de vacances est la zone C.
La commune ne possède aucun collège, lycée, ou structure d'enseignement supérieur : les études se poursuivent souvent dans la commune voisine de Pierrefitte-Nestalas.

### Sports

#### Cyclisme
De par sa proximité avec certains grands cols pyrénéens (cols d’Aspin, d’Aubisque, du Soulor, et du Tourmalet), Cauterets est au départ ou à l’arrivée d’une étape du Tour de France en 1953 (10e étape Pau-Cauterets et 11e étape Cauterets-Luchon), 1989 (9e étape Pau - Cauterets (le Cambasque) et 10e étape Cauterets-Luchon-Superbagnères), 1995 (15e étape Saint-Girons-Cauterets (crêtes du Lys)), 2015 (11e étape Pau - Cauterets (vallée de Saint-Savin)) et 2023 (6e étape Tarbes - Cauterets-Cambasque).

##### Arrivées duTour de France
- 1953, étape 10, Pau - Cauterets (2e catégorie) : Jesús Loroño[52].
- 1989, étape 9, Pau - Cauterets-Cambasque (1re cat.) : Miguel Indurain[53].
- 1995, étape 15, Saint-Girons - Cauterets-Crêtes du Lys (1re cat.) : Richard Virenque[54].
- 2015, étape 11, Pau - Cauterets (2e cat.) : Rafał Majka.
- 2023, étape 6, Tarbes - Cauterets-Cambasque (1re cat.) : Tadej Pogačar.

##### Arrivées duTour d'Espagne
- 2003, étape 7, Huesca-Cauterets : Michael Rasmussen.

### Autres sports

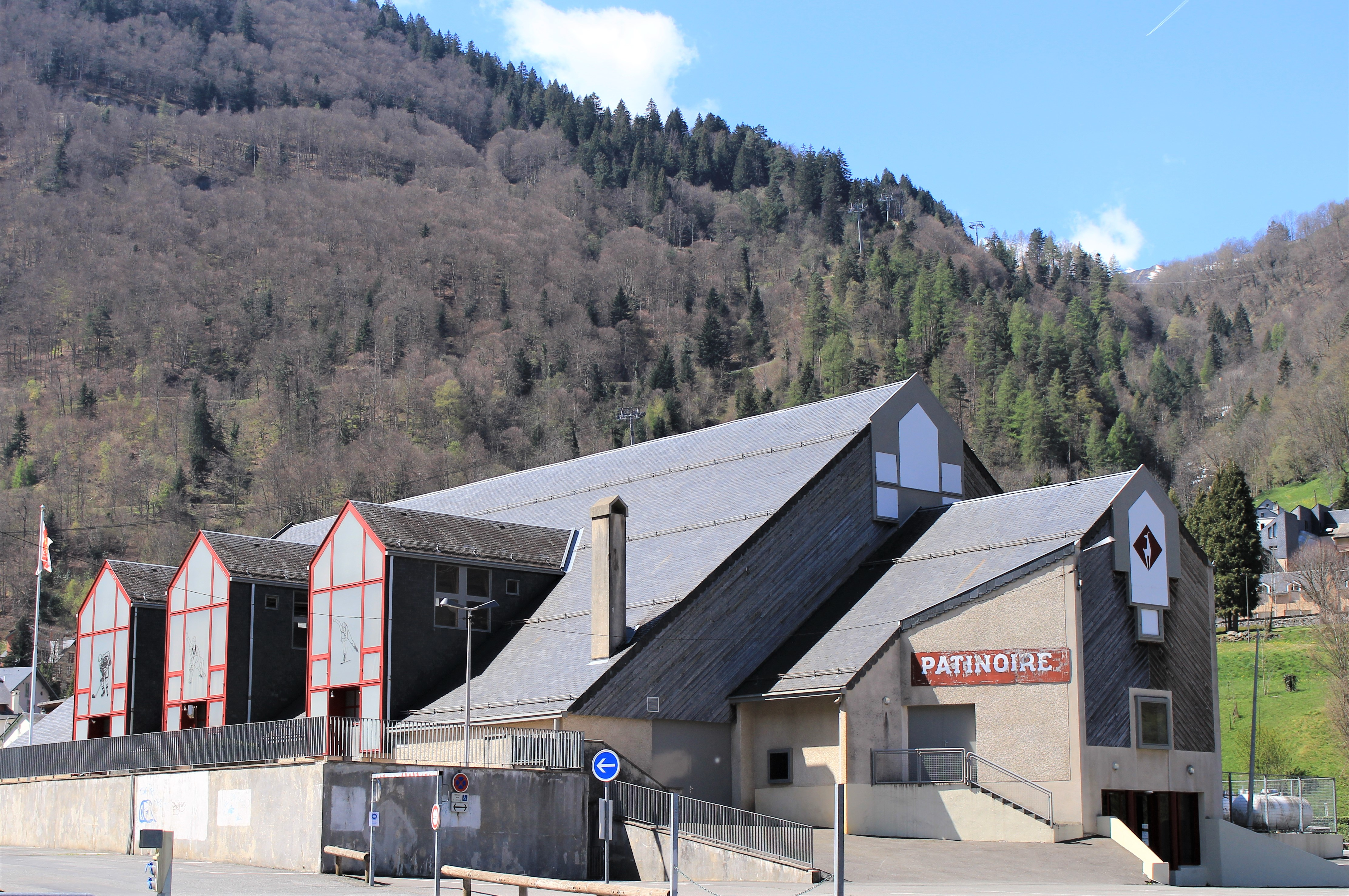
La patinoire en 2023.

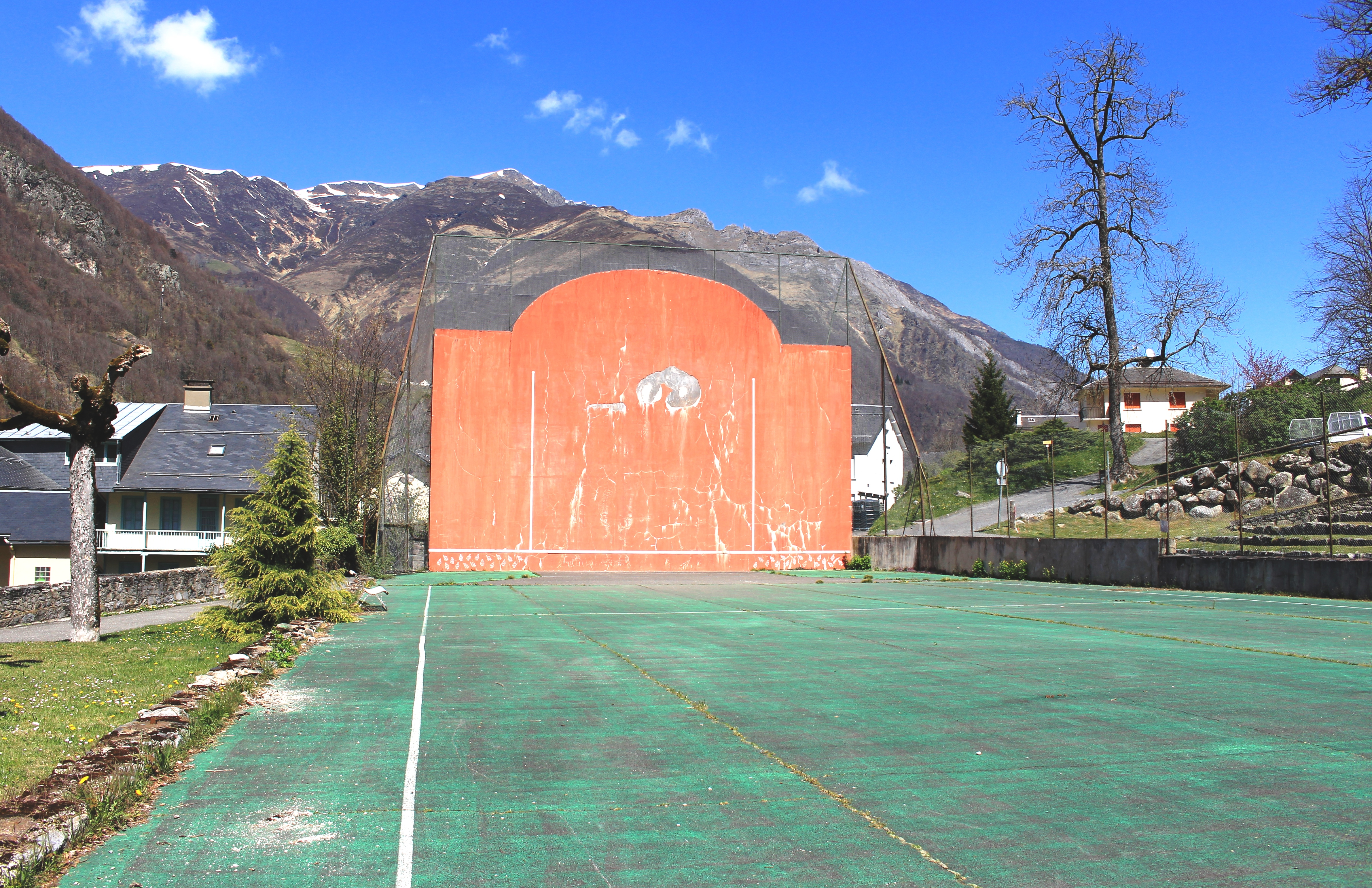
Le fronton en 2021.

Cauterets possède aussi une patinoire. Il y a un club de patinage artistique et un club de hockey sur glace CHC.

### Cultes
Une église catholique est présente sur la commune, l'église paroissiale Notre-Dame de l'Assomption. Un temple protestant est également présent, inauguré en 1991.

## Économie

### Revenus
En 2018, la commune compte 524 ménages fiscaux, regroupant 960 personnes. La médiane du revenu disponible par unité de consommation est de 21 010 € (20 420 € dans le département).

### Emploi
|                | 2008  | 2013  | 2018  |
| -------------- | ----- | ----- | ----- |
| Commune        | 3 %   | 2,6 % | 6 %   |
| Département    | 7,7 % | 9,4 % | 9,8 % |
| France entière | 8,3 % | 10 %  | 10 %  |

En 2018, la population âgée de 15 à 64 ans s'élève à 545 personnes, parmi lesquelles on compte 84,7 % d'actifs (78,7 % ayant un emploi et 6 % de chômeurs) et 15,3 % d'inactifs,. Depuis 2008, le taux de chômage communal (au sens du recensement) des 15-64 ans est inférieur à celui de la France et du département.
La commune est hors attraction des villes,. Elle compte 789 emplois en 2018, contre 817 en 2013 et 878 en 2008. Le nombre d'actifs ayant un emploi résidant dans la commune est de 455, soit un indicateur de concentration d'emploi de 173,5 % et un taux d'activité parmi les 15 ans ou plus de 62,1 %.
Sur ces 455 actifs de 15 ans ou plus ayant un emploi, 409 travaillent dans la commune, soit 90 % des habitants. Pour se rendre au travail, 45,9 % des habitants utilisent un véhicule personnel ou de fonction à quatre roues, 0,4 % les transports en commun, 42,2 % s'y rendent en deux-roues, à vélo ou à pied et 11,4 % n'ont pas besoin de transport (travail au domicile).

### Agriculture
L'agriculture occupe de nos jours une place plus réservée parmi les activités professionnelles de Cauterets. Elle s'effectue aux périphéries de la ville, sur les flancs des montagnes, dans quartiers comme celui de Cancéru. Sa visée est principalement la production de foin, pour nourrir les bêtes pendant l'hiver, notamment les moutons et les vaches. Les travailleurs de la terre sont donc souvent des éleveurs ; toutefois, ils se revendiquent plus comme paysans et bergers, que comme éleveurs ou agriculteurs. En effet, leur mode de travail n'est pas industriel, n'a pas pour but unique la quantité et le rendement. La préservation de ces modes de travail de la terre est facilitée par le relief, qui impose aux parcelles une petite taille, empêche l'utilisation de tracteurs trop gros ; mais également permise par la tradition perpétuée par les travailleurs, dans la plupart des cas des Hommes du pays.

### Artisanat et industrie

#### Spécialités
Confiserie arrivée au XVIe siècle en Europe, le berlingot fait son apparition au XIXe siècle dans les communes thermales des Pyrénées, dont Cauterets, selon les préconisations de certains médecins, pour atténuer le goût soufré de l’eau. De la dizaine de fabriques de berlingots existant au début du XXe siècle à Cauterets, il en reste quatre commerces en 2014, dont trois spécialisés dans ce produit.

### Tourisme

#### Thermalisme

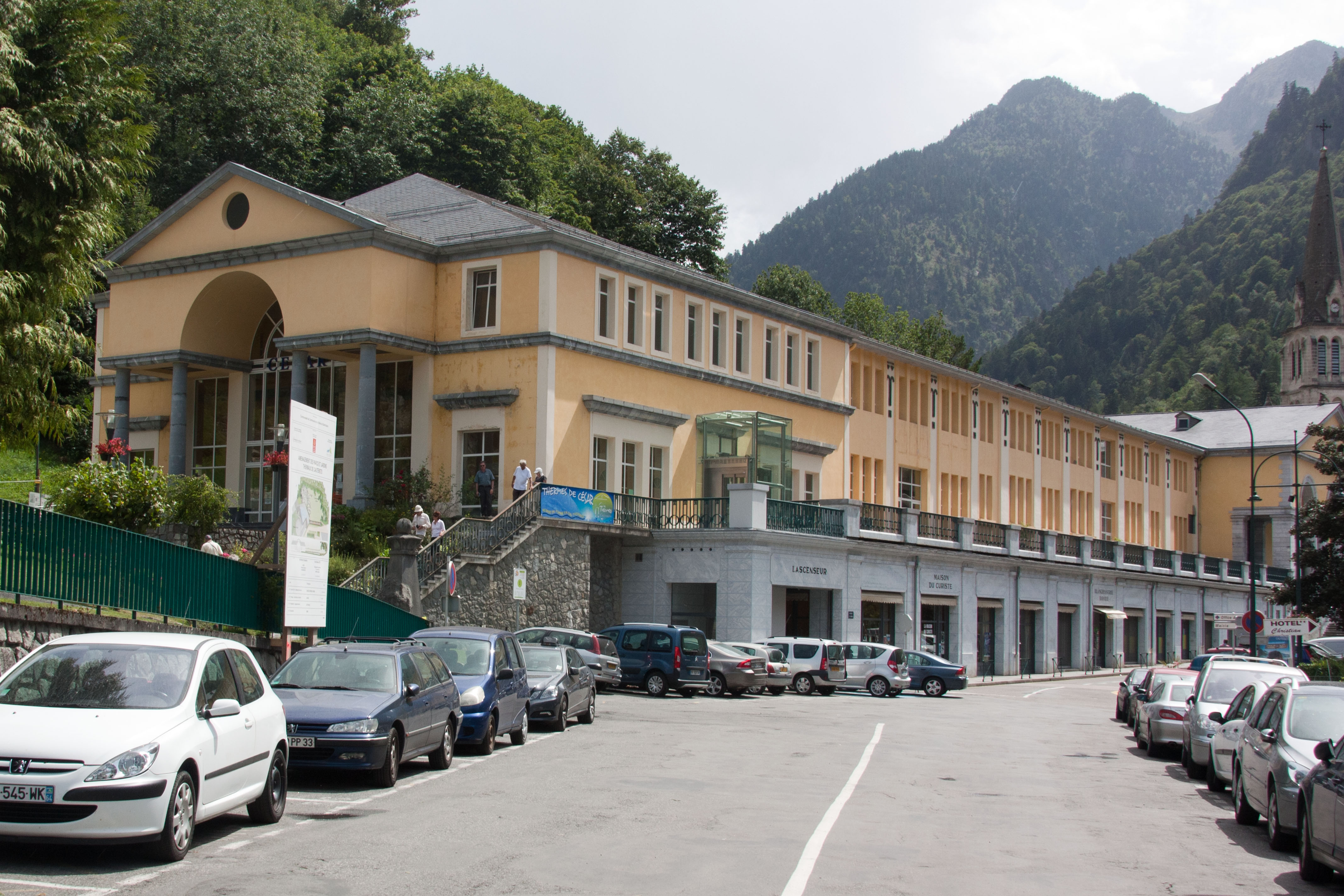
Thermes de César.

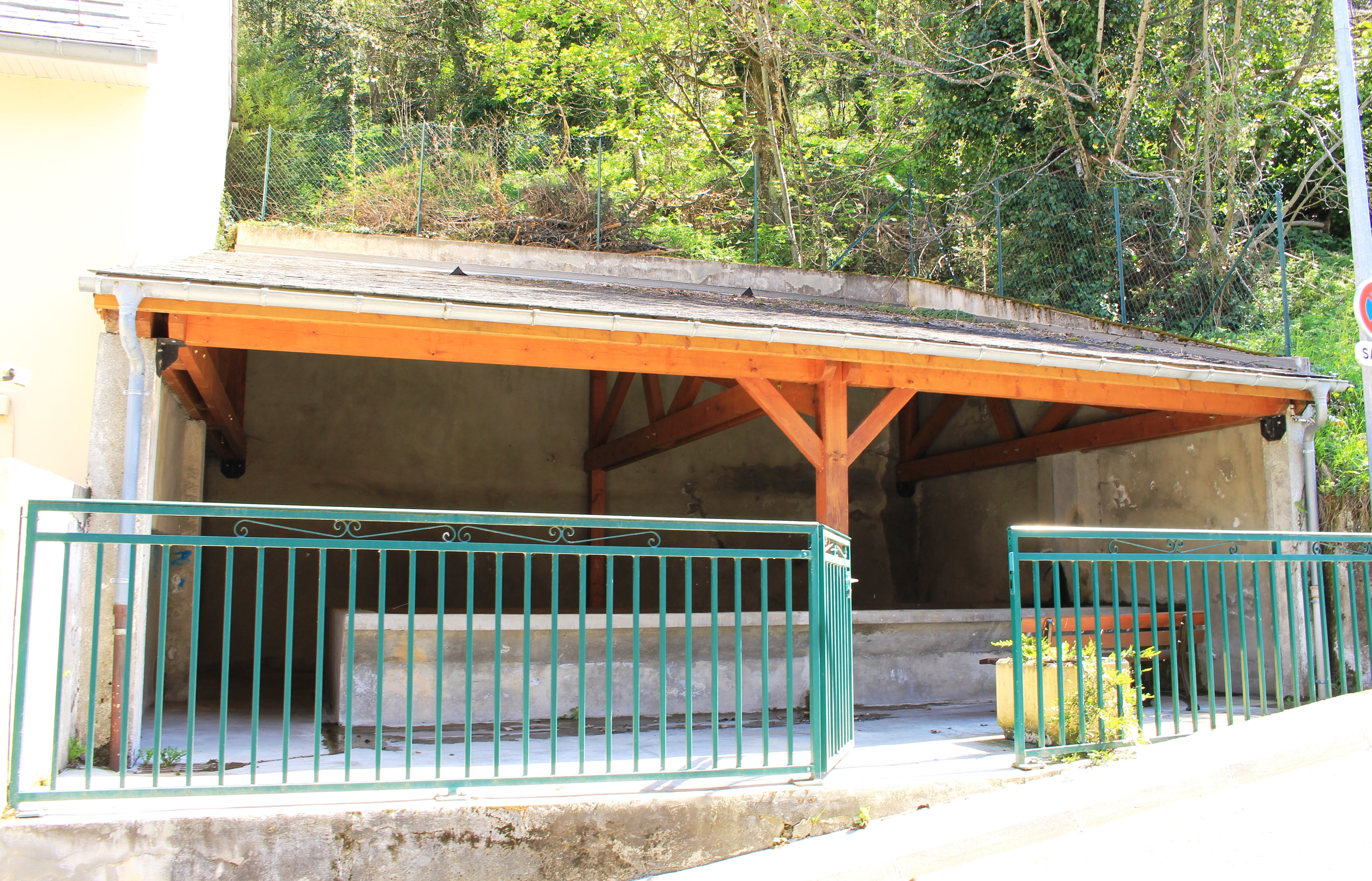
Le lavoir rue de Pauze en 2021.

Cauterets est une ville thermale ayant des indications en ORL et rhumatologie. Les eaux de ses onze sources sont exploitées dans deux établissements qui accueillent les curistes : les Thermes de César dans le village de Cauterets même, et les Thermes des Griffons au hameau de la Raillère. Les sources restent encore aujourd’hui la propriété d’un syndicat des communes limitrophes.

#### Sports d’hiver

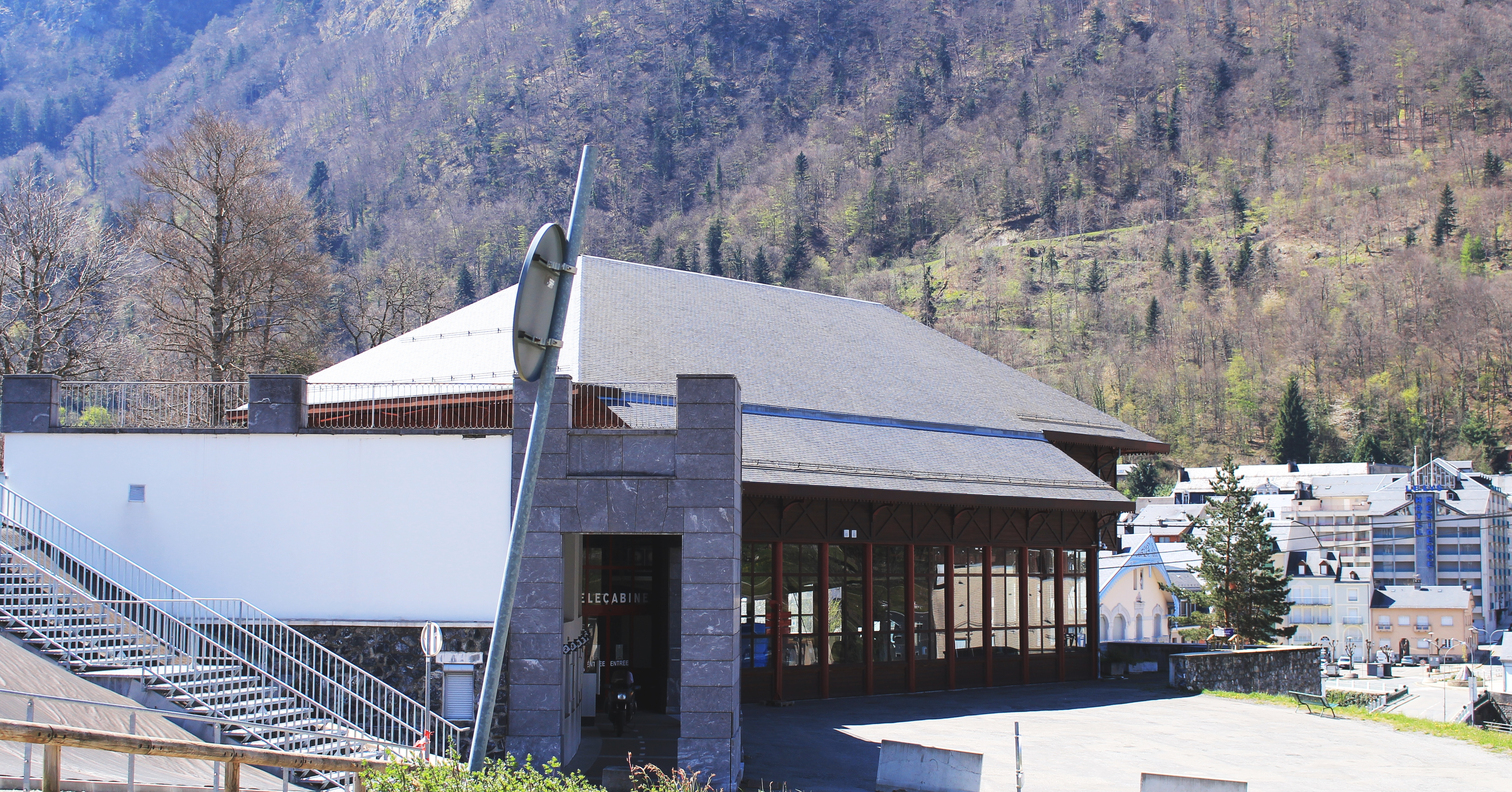
Station de télécabines.

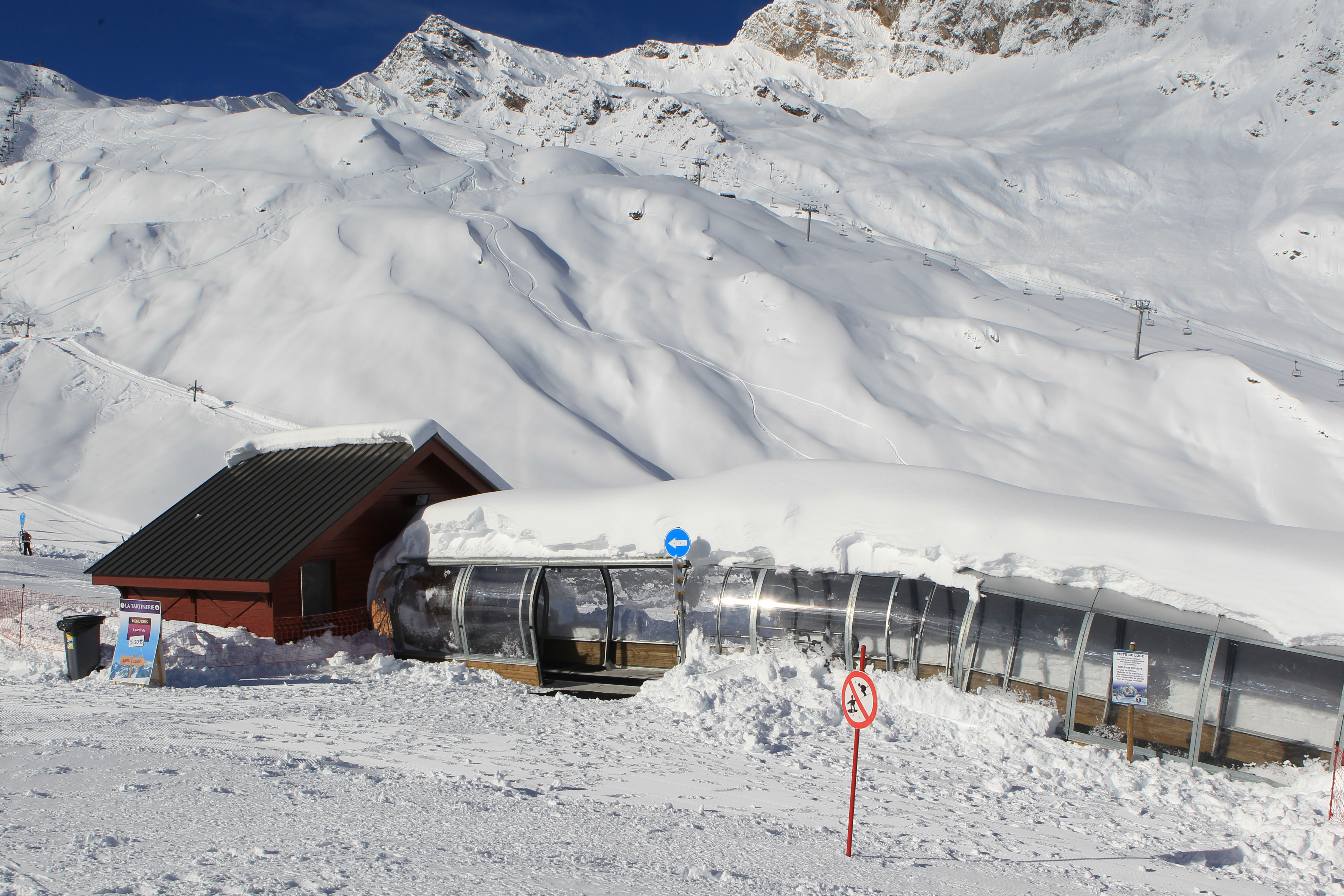
Tapis roulant Funbelt pour skieurs.

Cauterets est une station de sports d’hiver où l’on peut pratiquer le ski alpin et le ski de fond sur le domaine du cirque du Lys et sur celui du pont d'Espagne. Ainsi, le domaine du cirque du Lys compte deux pistes vertes pour les débutants, six pistes bleues pour le niveau dit moyen, six pistes rouges pour le niveau dit difficile et deux pistes noires de niveau très difficile.
L’Association européenne d'athlétisme y a organisé le 8 juillet 2007 les championnats européens de course en montagne (European Mountain Running Championships).
En février 2013, Cauterets a connu un enneigement record, faisant d’elle la station la plus enneigée du monde devant Mammoth Mountain avec 5,5 mètres dans la station.

## Culture locale et patrimoine

### Lieux et monuments

#### Patrimoine architectural
- À l’emplacement de l’ancienne église démolie en 1884 fut érigée l’église Notre-Dame-de-l'Assomption de Cauterets, inaugurée en 1886[61]. En 1995, l’Association des Amis de l’Orgue a fait l’acquisition d’une œuvre de Pierre Baldi : « Le Chemin de croix », 1er prix mondial de peinture sacrée en 1996, qui trône aujourd’hui dans l’église.
- Chapelle du Marcadau de Cauteret.
- Temple protestant.
- Inaugurée en 1901, l’ancienne gare ferroviaire de Cauterets a été inscrite au titre des monuments historiques en 1981 pour ses façades et toitures[62]. Il s’agit d’une construction originale que certains apparenteront aux chalets de montagne alors que d’autres voudront y voir un décor de western. La ligne ferroviaire Pierrefitte-Cauterets ayant été abandonnée en 1949, elle a été transformée en une voie verte de trente kilomètres. La gare est elle-même aujourd’hui le lieu de spectacles et autres manifestations mais, seuls les bus l’abordent désormais. En effet, elle reste tout de même une gare routière.
- L’ancienne gare du téléphérique a été édifiée par les équipes de Gustave Eiffel.
- Les Thermes de César, rénovés en 1999, ont été édifiés en 1844.
- L’ensemble constitué de la rue Richelieu poursuivie par la rue de la Raillère se présente comme l’axe historique du village. Situé sur la rive droite du gave, des hôtels et des résidences emblématiques de Cauterets s’y trouvent.
- Chalet Galitzine, datant de 1840.
- Le boulevard Latapie-Flurin présente plusieurs immeubles remarquables de la fin du XIXe siècle, l’hôtel d’Angleterre, l’hôtel Continental et le Casino Club[63]. L’hôtel Continental, devenu l’immeuble Continental Résidence et le Casino Club, devenu résidence le Lys offrent des façades ornées de nombreuses sculptures. L’immeuble Continental Résidence est inscrit au titre des monuments historiques depuis 1984 pour sa façade principale[64].

Sélection de vues des équipements municipaux
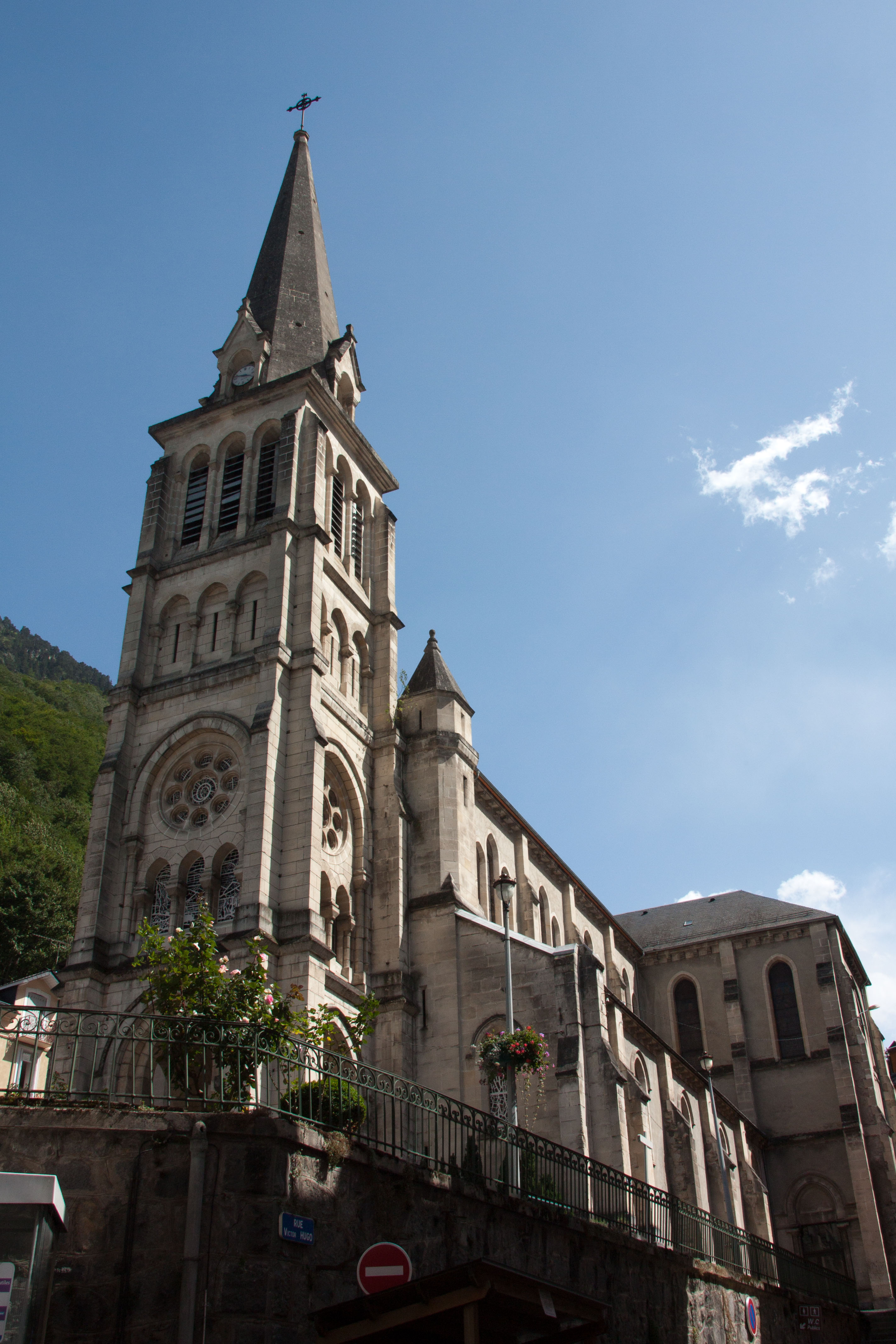
L’église Notre-Dame.
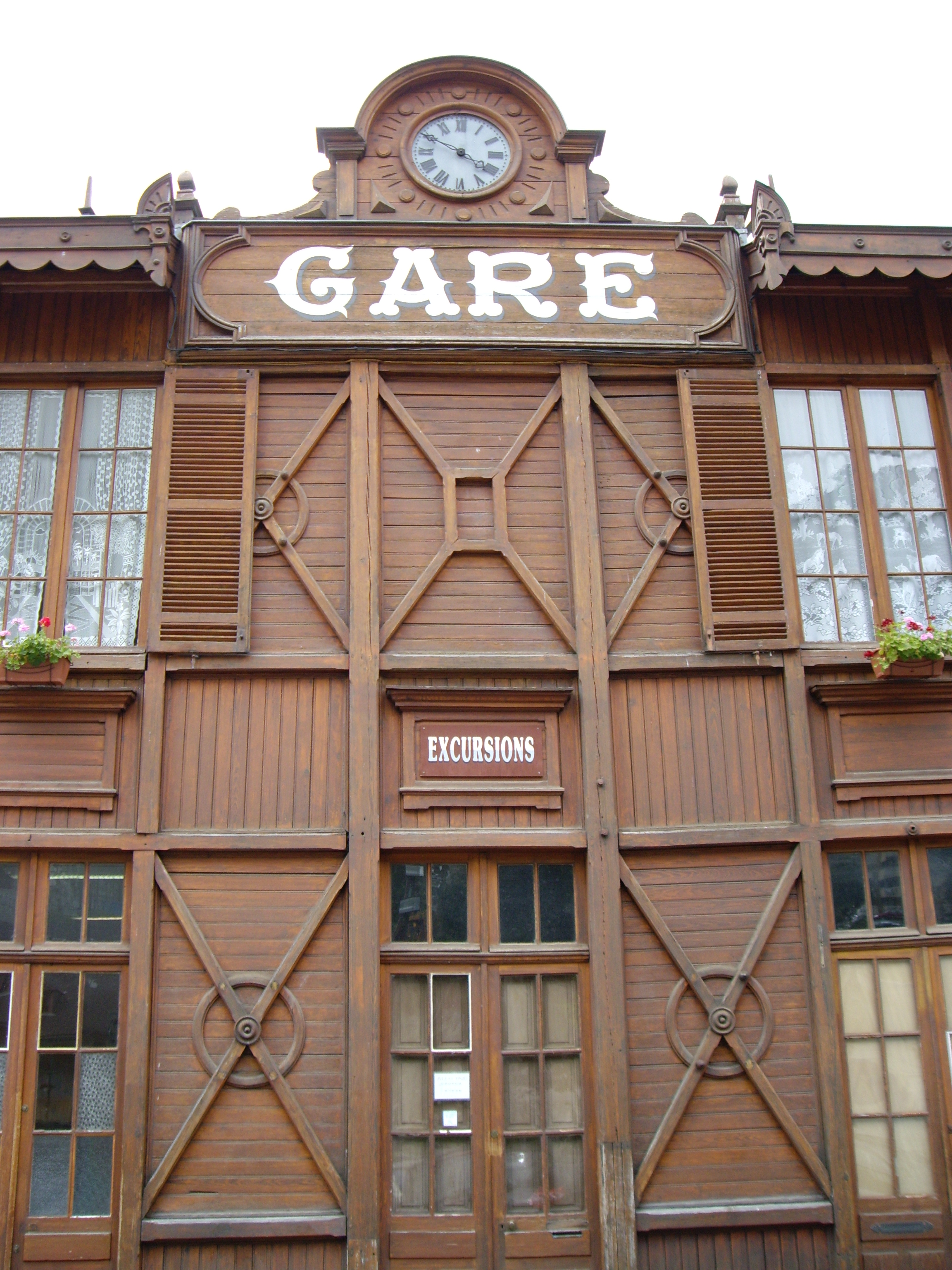
L’ancienne gare ferroviaire, devenue gare routière.
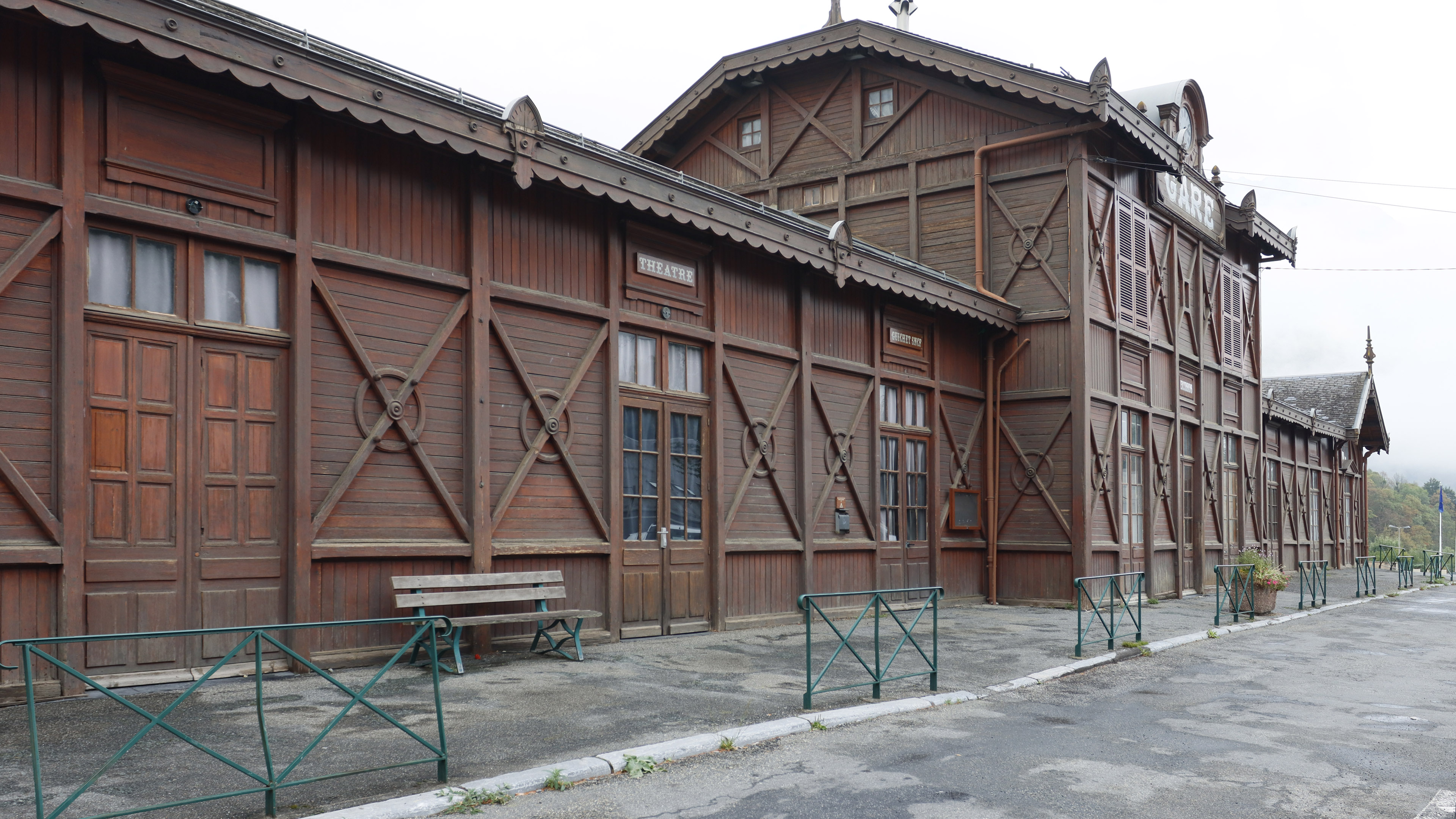
La gare.
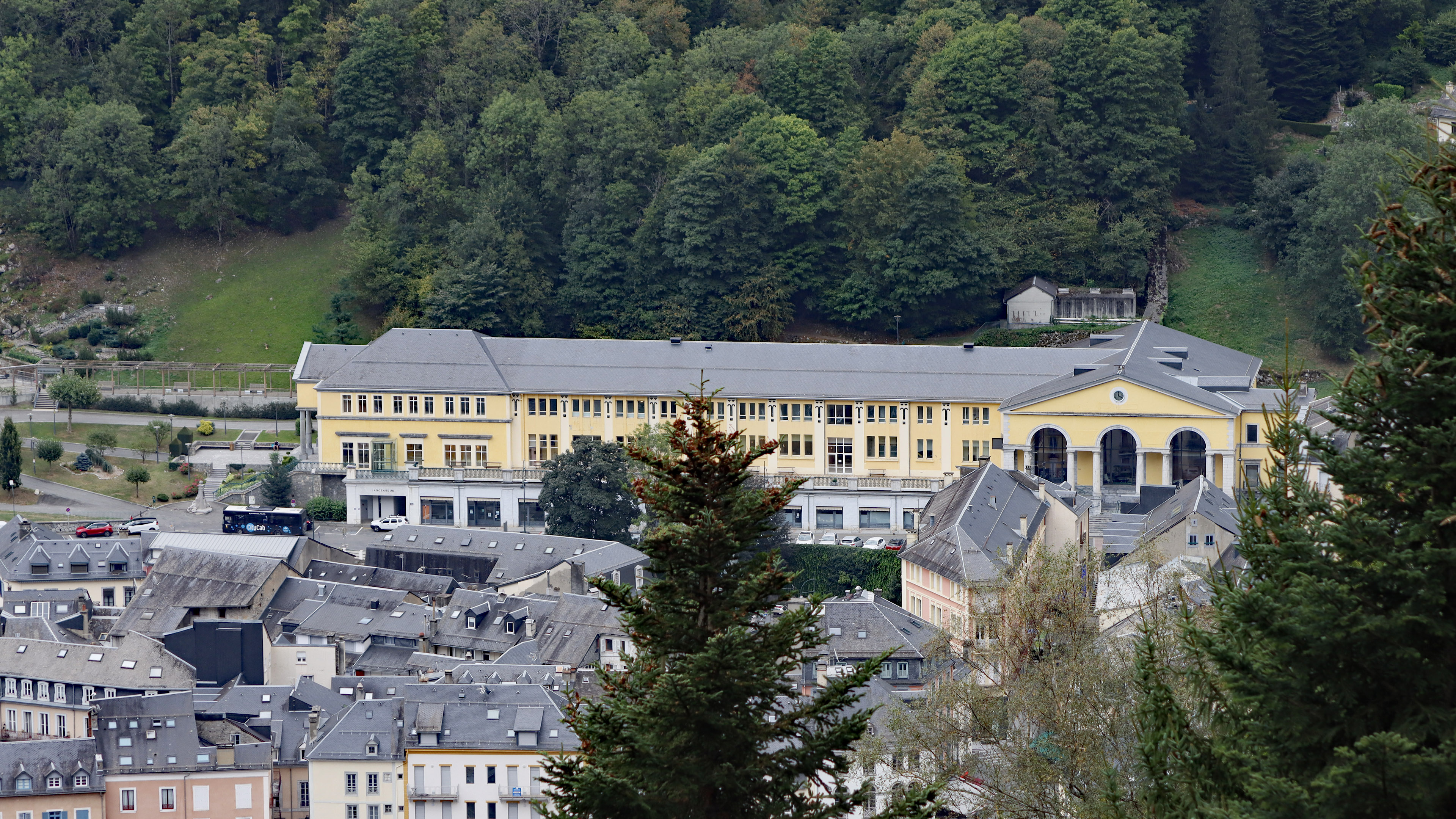
Les thermes de César.
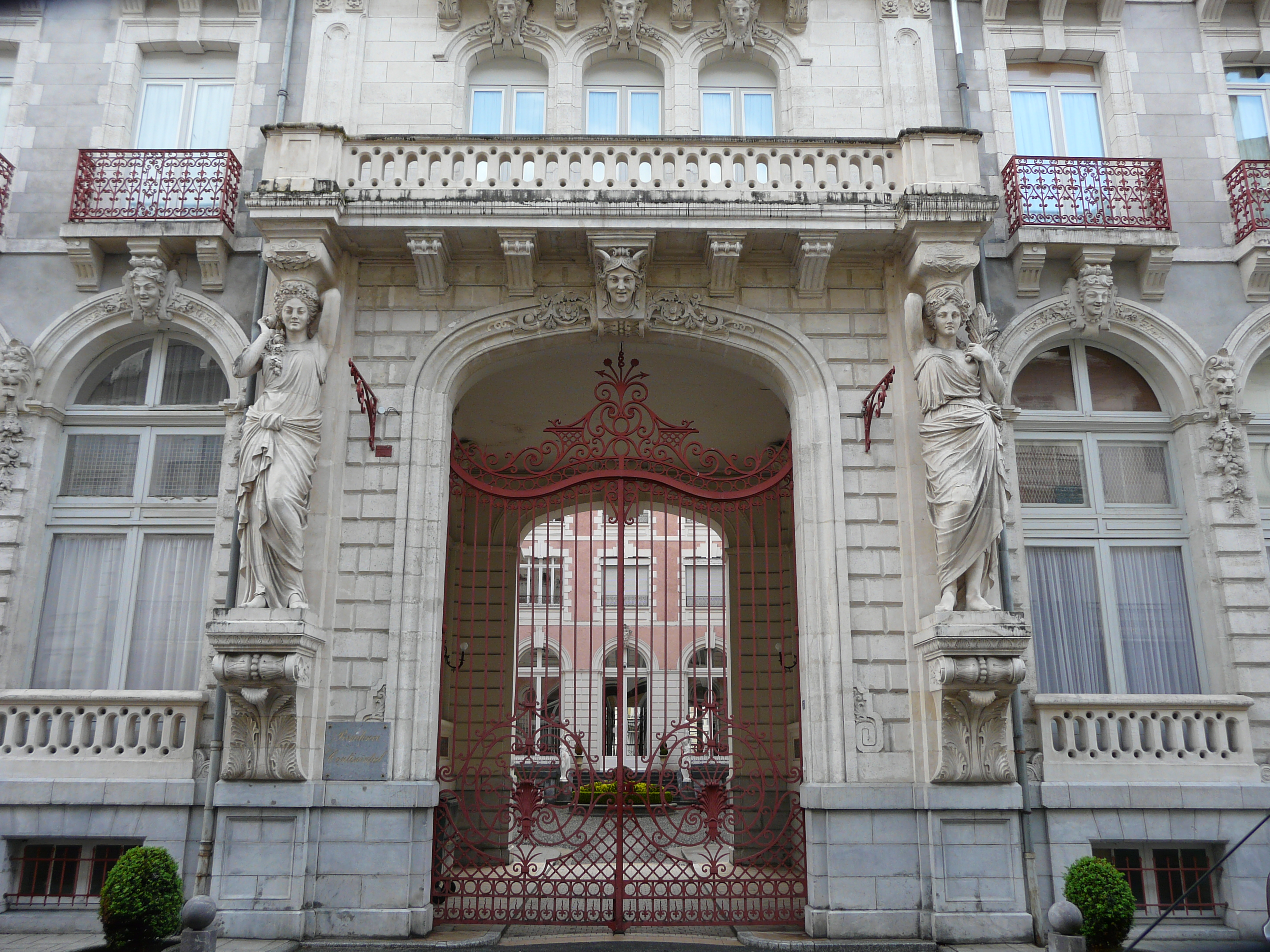
Le portail de l’immeuble Continental Résidence.
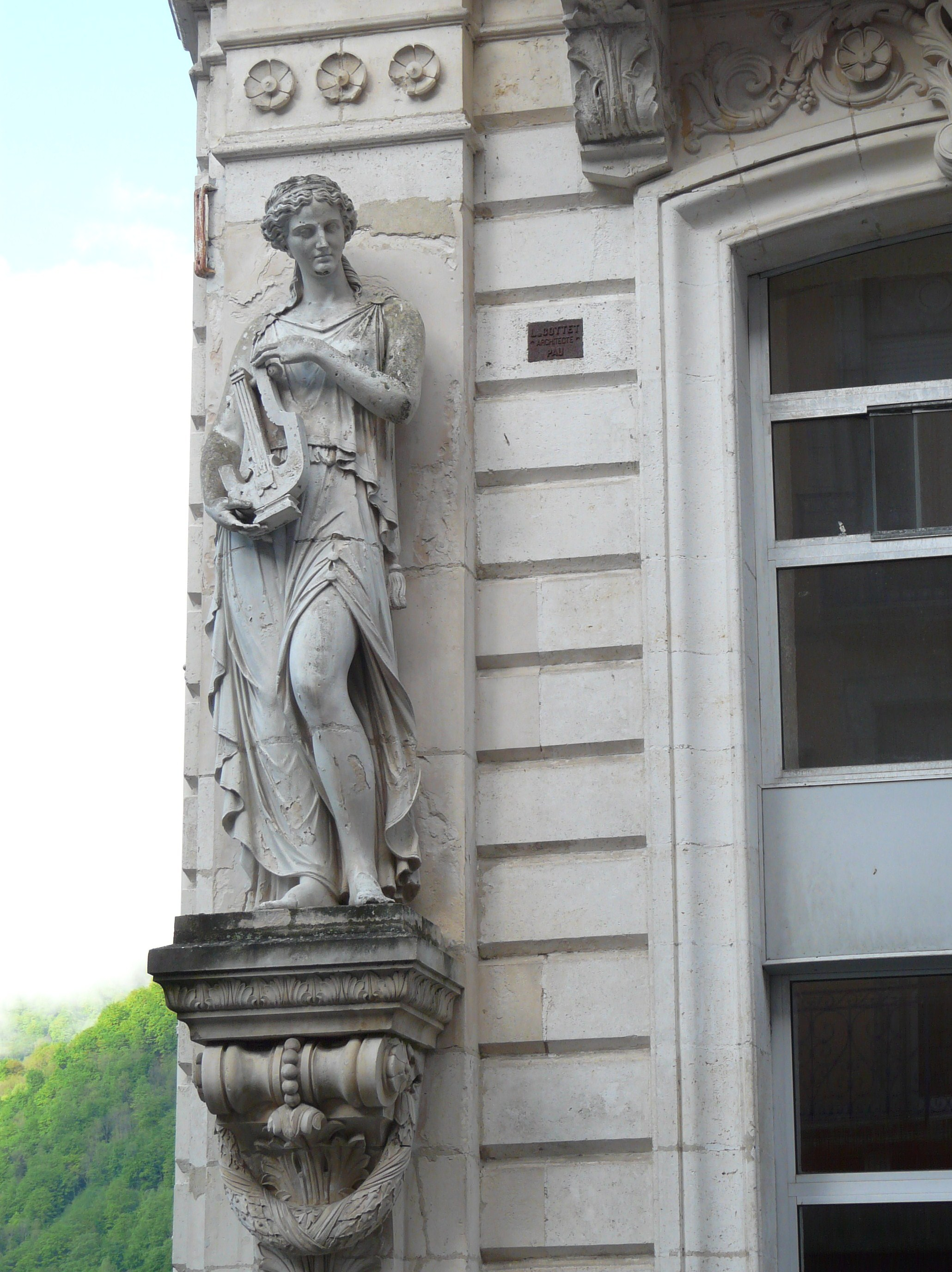
Une des statues de l’immeuble Résidence le Lys.
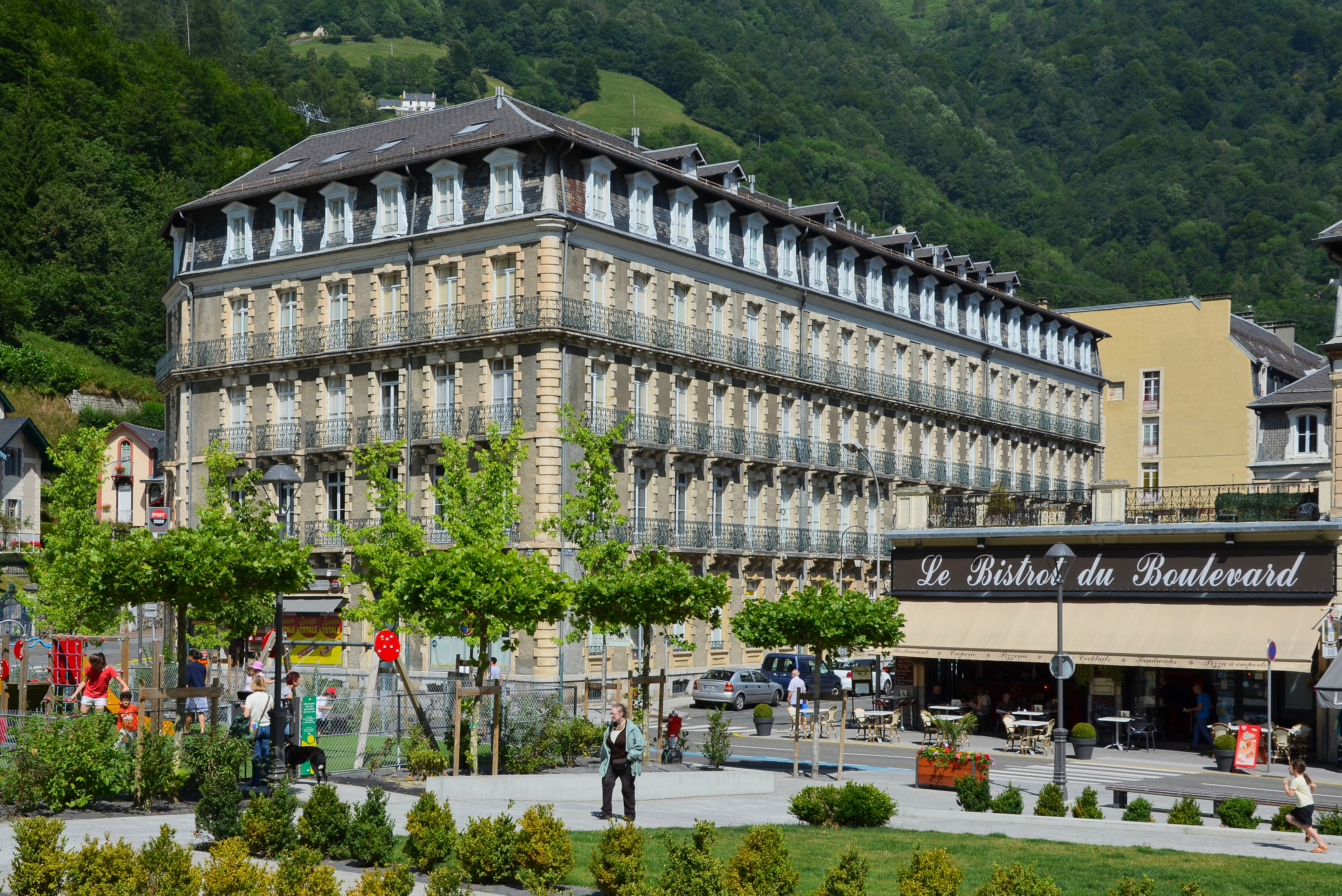
Ancien hôtel d’Angleterre et café.
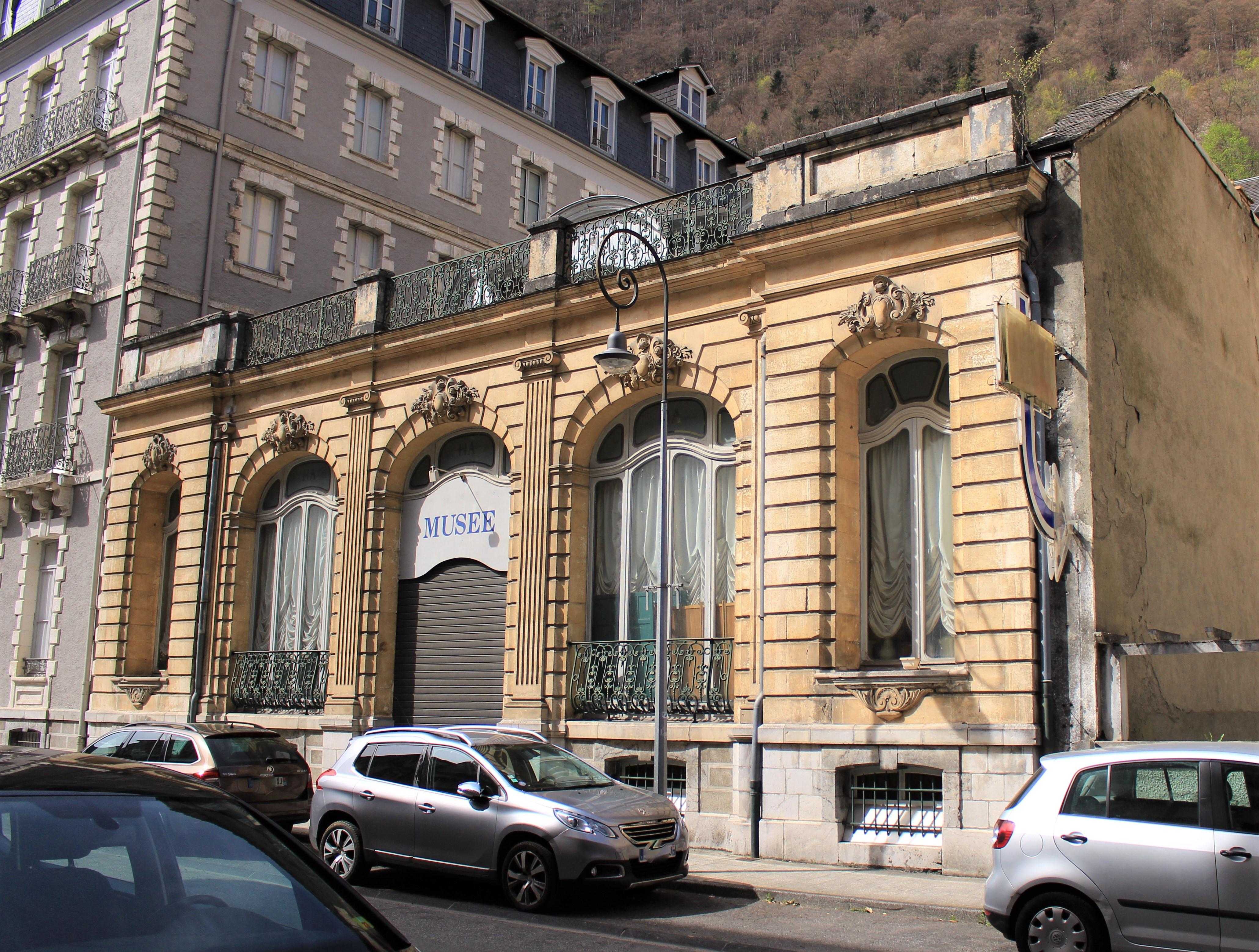
Le musée 1900.
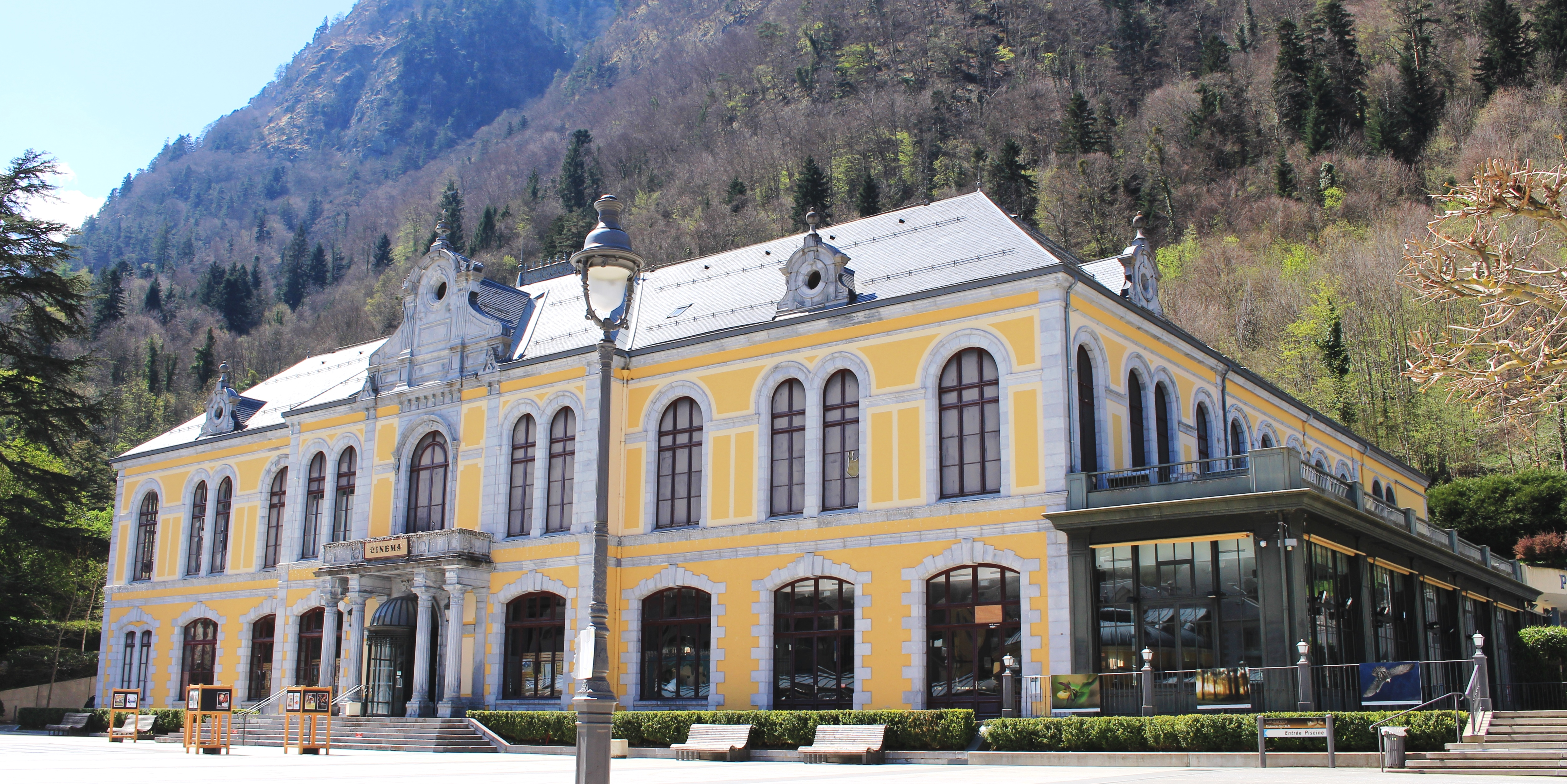
Le casino en 2021.
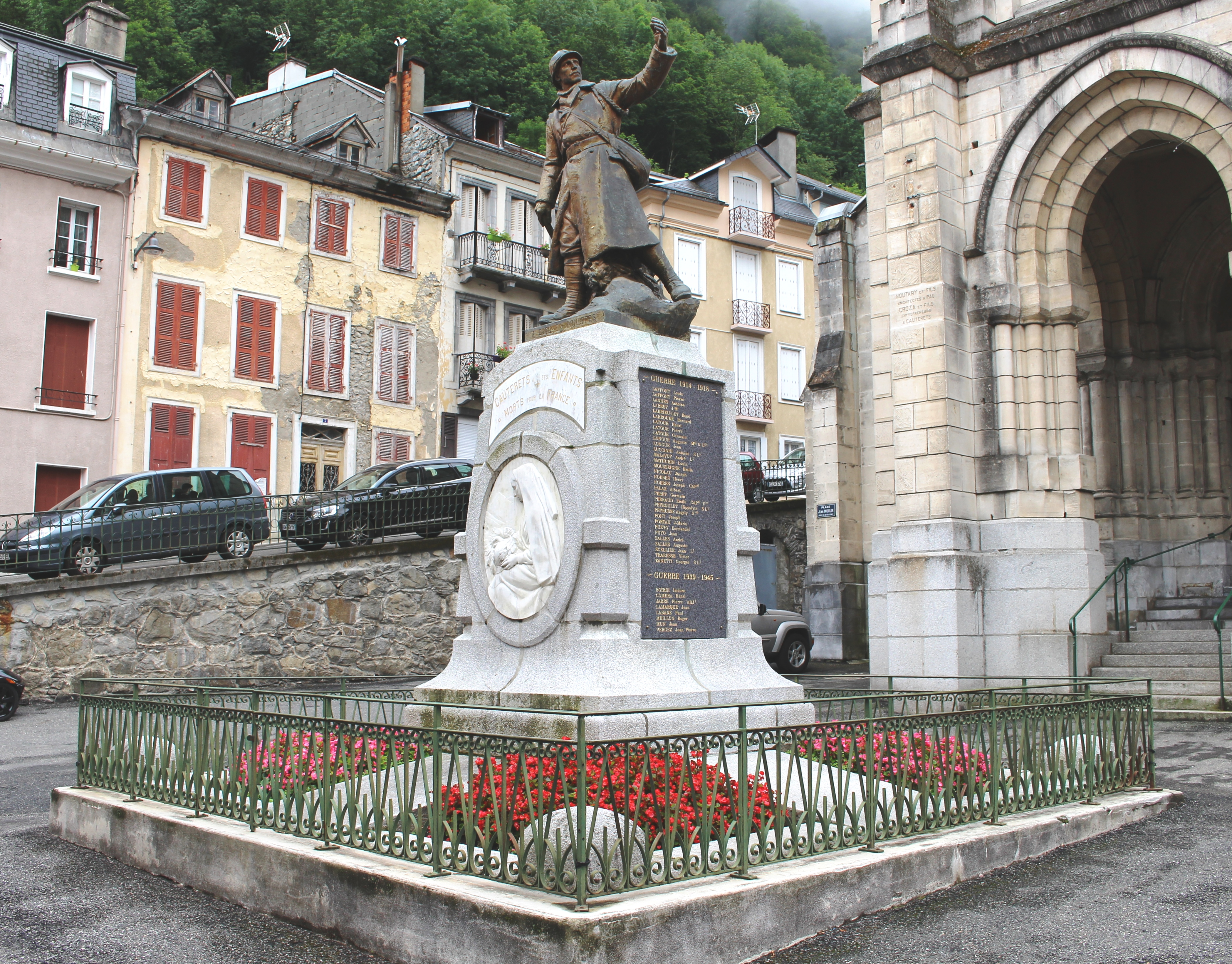
Le monument aux morts municipal.

#### Patrimoine environnemental
Commune pyrénéenne très étendue, Cauterets offre de nombreux sites naturels au contact du Parc national des Pyrénées : le pont d'Espagne, le lac de Gaube ou les cascades qui agrémentent le gave de Jéret ou le gave de Lutour.
Depuis le village de Cauterets, la télécabine du Lys puis le télésiège du Grand Barbat permettent d’accéder au cirque du Lys.

Sélection de vues des sites naturels
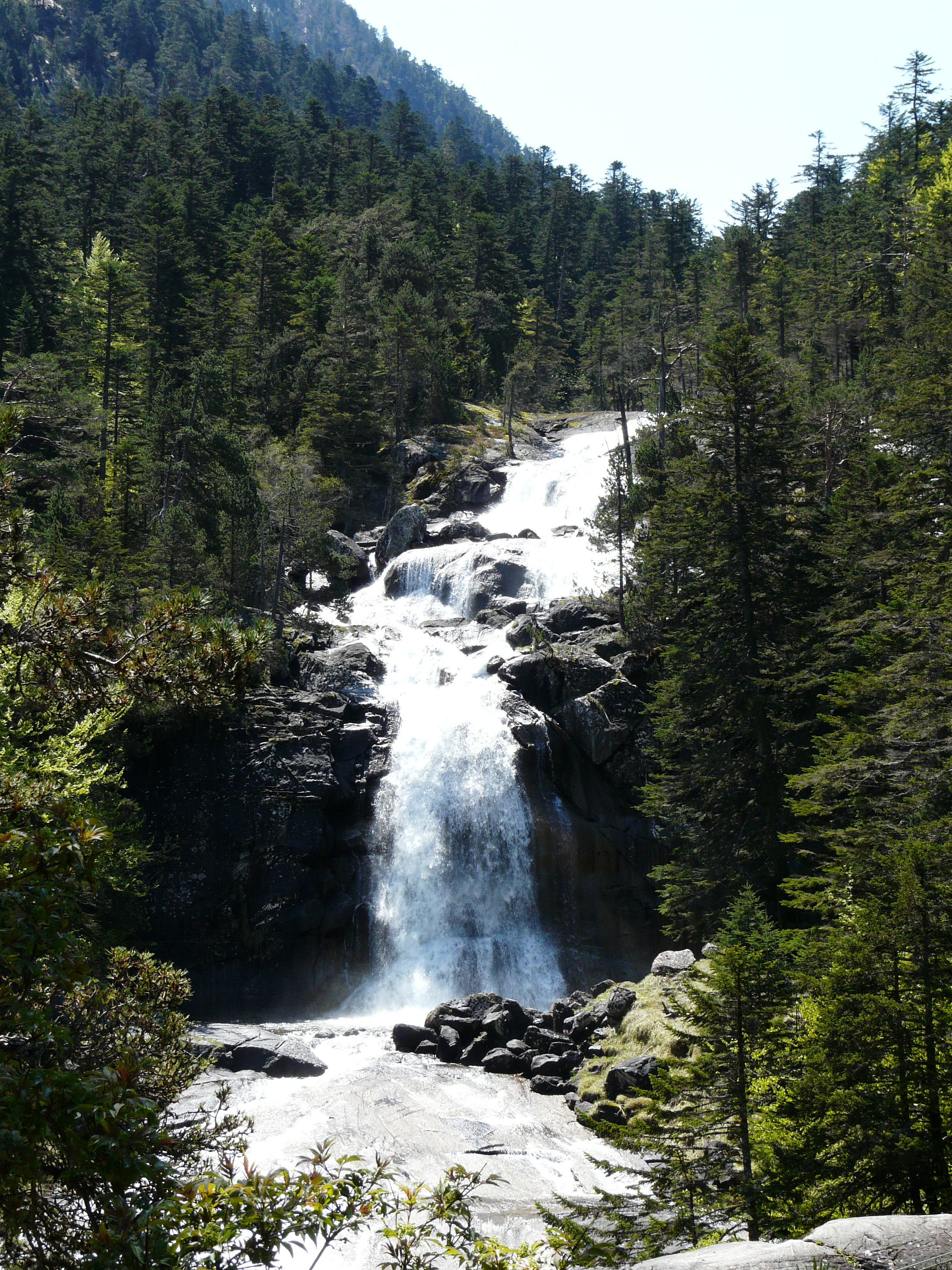
La cascade du pont d’Espagne.
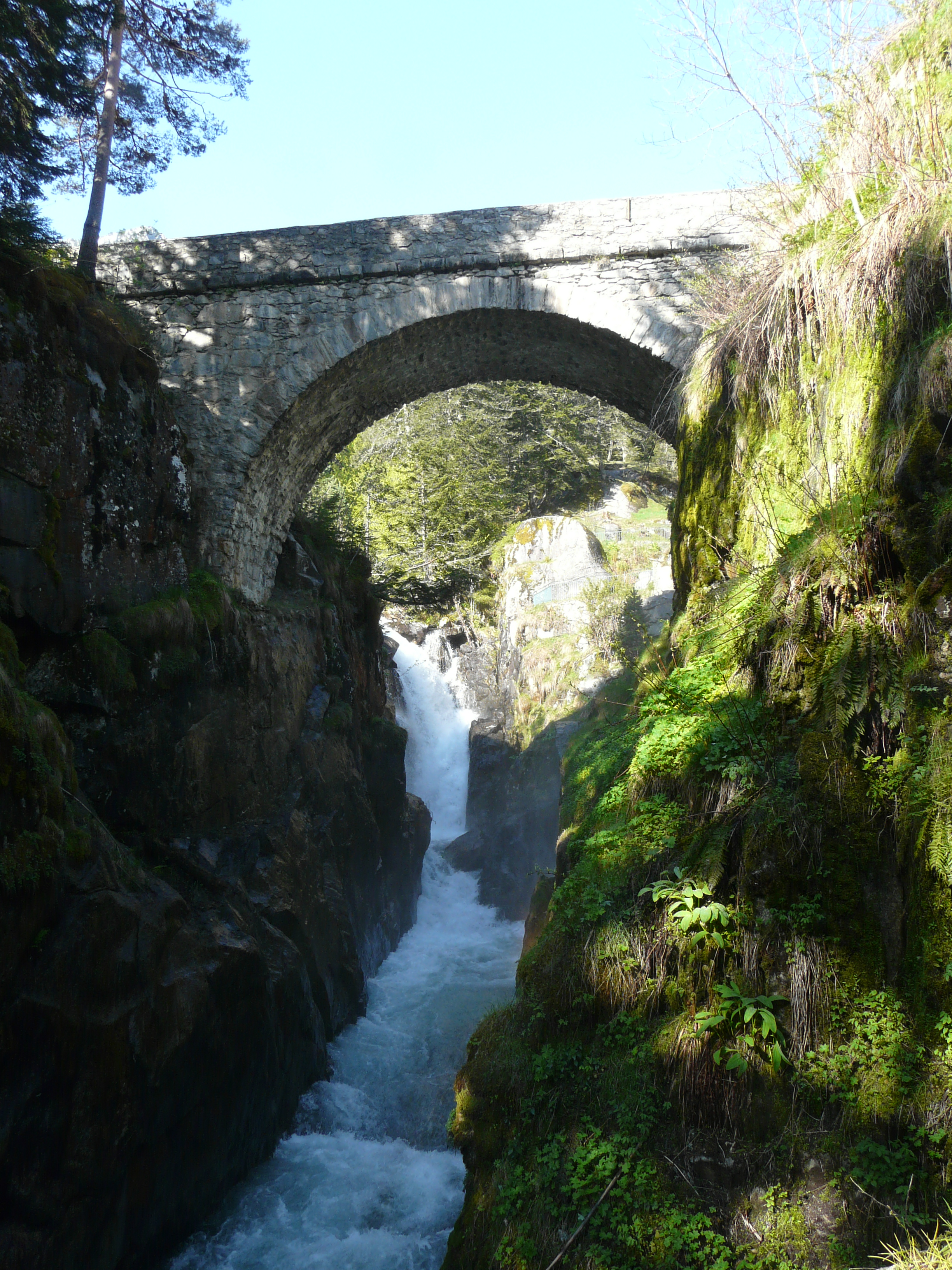
Le pont d’Espagne.
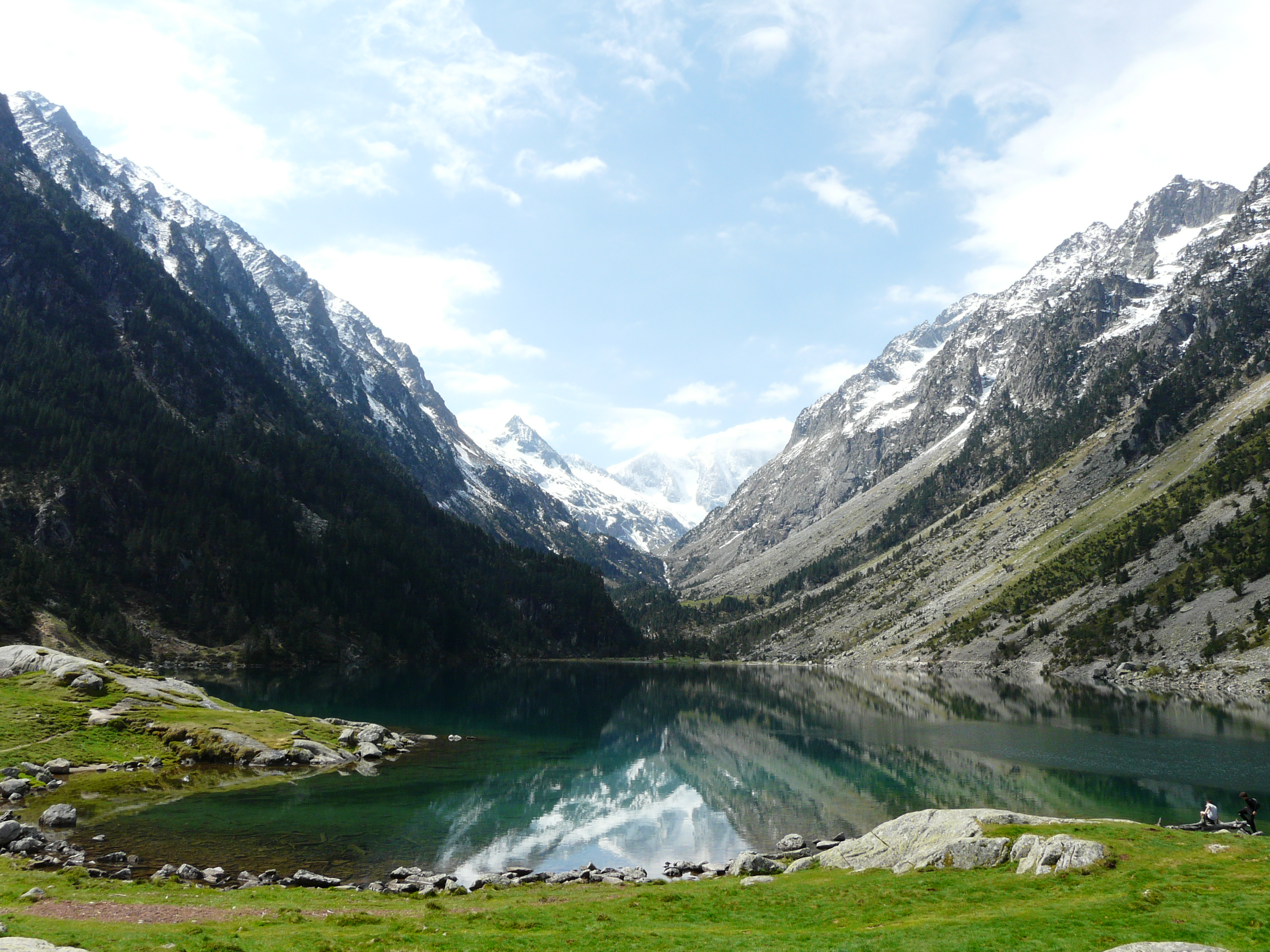
Le lac de Gaube.
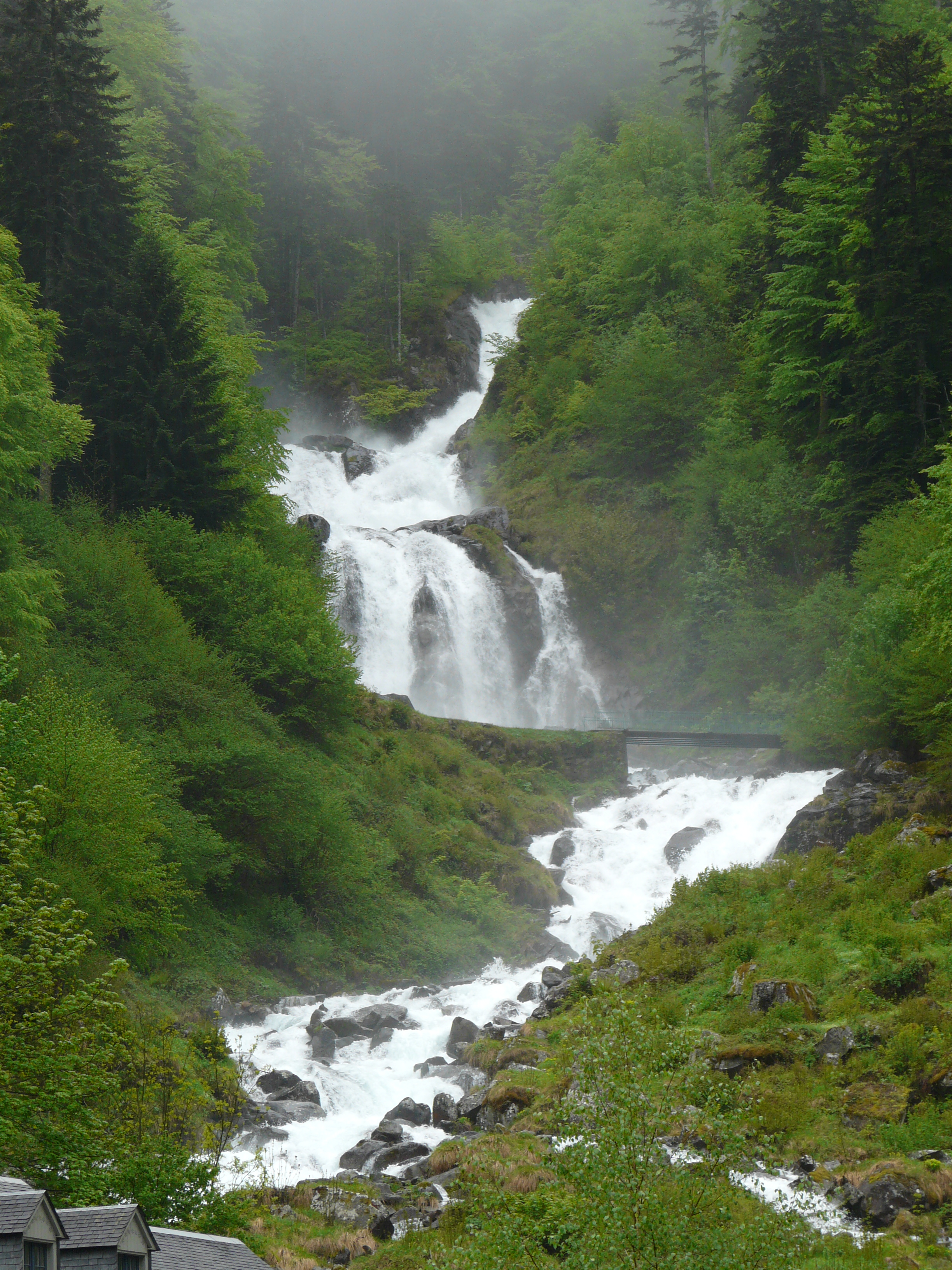
La cascade du Lutour.
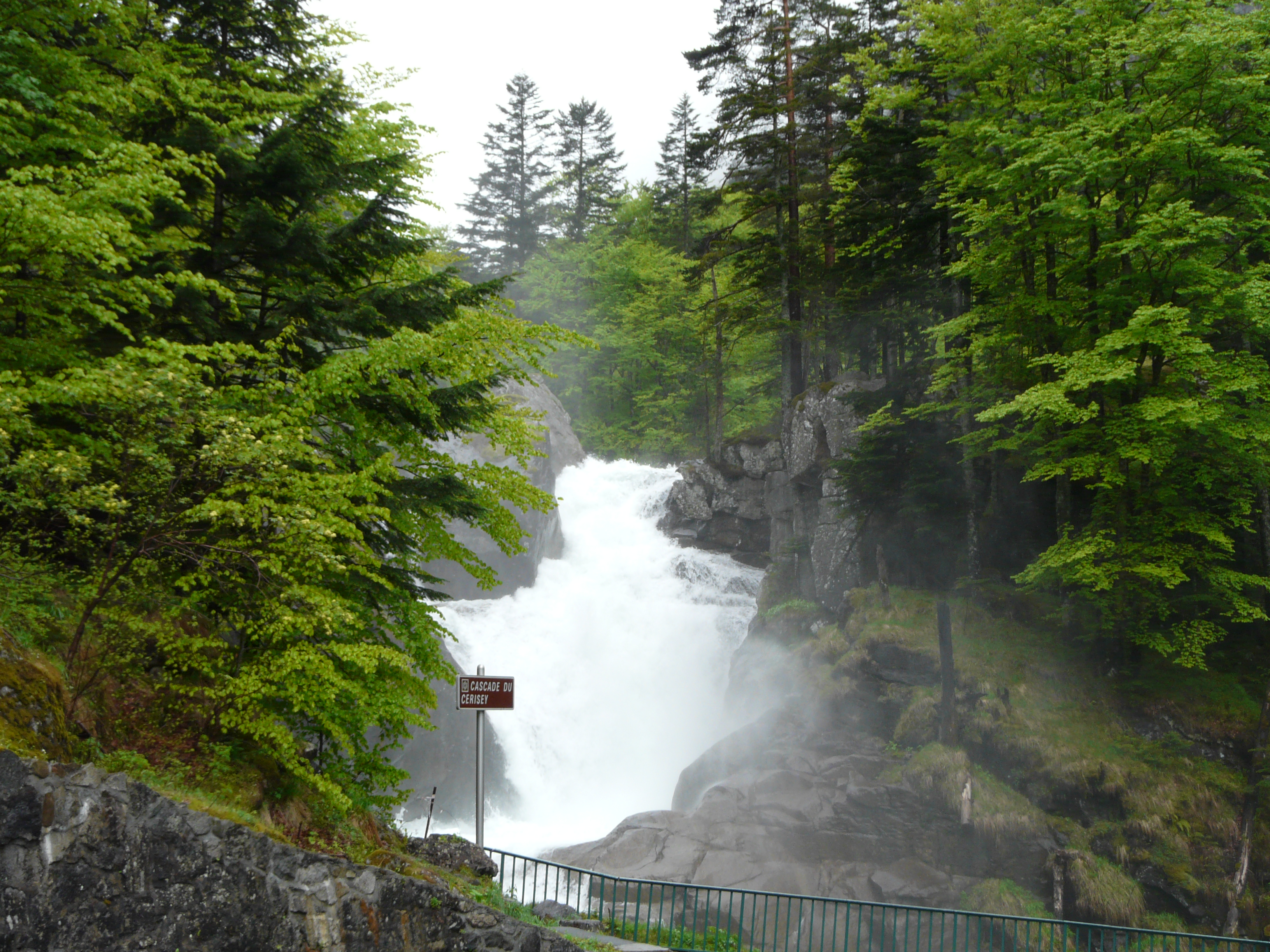
La cascade du Cerisey.

### Personnalités liées à la commune

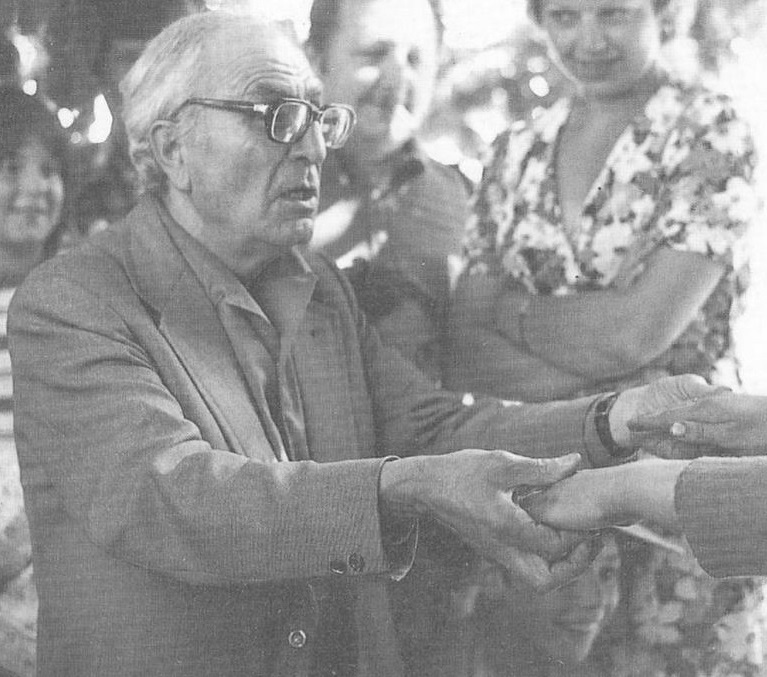
Renélys (1913-1991), célèbre illusionniste, citoyen d'honneur de Cauterets.

- À Cauterets, Victor Hugo composa un poème inclus dans le livre troisième « Les Luttes et les Rêves » des Contemplations : « L’enfant voyant l’aïeule… » (25 août 1843).
- Giuseppe Verdi et Giuseppina Strepponi séjournent durant l’été 1866 à Cauterets où le maestro poursuit la composition de Don Carlos et tente de soigner ses maux de gorge chroniques[65].
- Louis Varney (1844-1908), compositeur d’opérettes y est mort.
- Ralph Soupault (1904-1962), dessinateur au journal collaborationniste Je suis partout est décédé à Cauterets le 12 août 1962.
- Renélys (1913-1991), de son vrai nom René Lachartre, est un illusionniste, citoyen d'honneur de Cauterets[66].
- Sarah Bernhardt (1844-1923) était une habituée de Cauterets[67].
- Sim (1926-2009), de son vrai nom Simon Berryer, est un acteur, comique et écrivain, né à Cauterets[68].
- Le 17 novembre 2008, le chef militaire présumé de l’ETA, Mikel Garikoitz Aspiazu Rubina, alias « Txeroki », a été arrêté à Cauterets, portant un coup sévère à l’organisation séparatiste basque.
- Gaston Fébus, Marguerite de Navarre, la reine Hortense, la duchesse de Berry, George Sand, Alfred de Vigny, Alfred Tennyson et son  ami Arthur Hallam, Chateaubriand et le baryton français Ismaël y ont également séjourné.

### Héraldique
| Blason | Blasonnement : D’azur à la montagne d’argent, sur une plaine de sinople, sommée d’un choucas essorant de sable* accosté de deux chaudrons de gueules*. Commentaires : * Il y a là non-respect de la règle de contrariété des couleurs : ces armes sont fautives (sable et gueules sur azur, deux interdits en héraldique). La montagne rappelle la situation géographique de la commune sommée du légendaire choucas de Lavedan. Les chaudrons sont remplis d’eau froide (torrent glacé) et d’eau chaude (source sulfureuse à 55 °C) et rappellent l’origine du nom de la ville ; Cauterets = chaud et froid. |

## Cauterets dans la littérature
- Cauterets constitue le cadre de L’Héptaméron, recueil de nouvelles inachevé écrit par Marguerite de Navarre. La crue retient à Cauterets, où ils étaient en cure, dix dames et gentilshommes qui décident de se divertir en racontant chacun une histoire par jour.
- C'est à Cauterets qu'Alfred Tennyson a l'idée de plusieurs poèmes, en particulier Les Mangeurs de Lotus, lors d'un voyage en compagnie de son ami Arthur Hallam pendant l'été de 1830.
- Cauterets est le théâtre d'action dans le poème animalier Atta Troll du poète allemand Heinrich Heine, qui vécut en exil en France à partir de 1831.